# Edad de Piedra

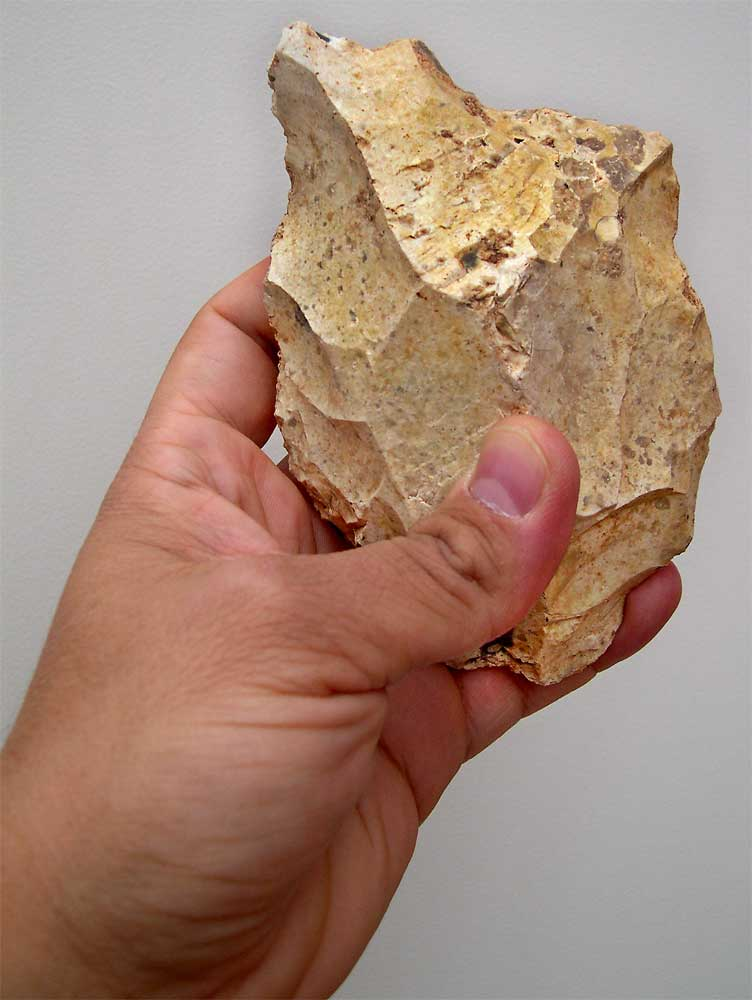
Hendidor de piedra tallada paleolítico

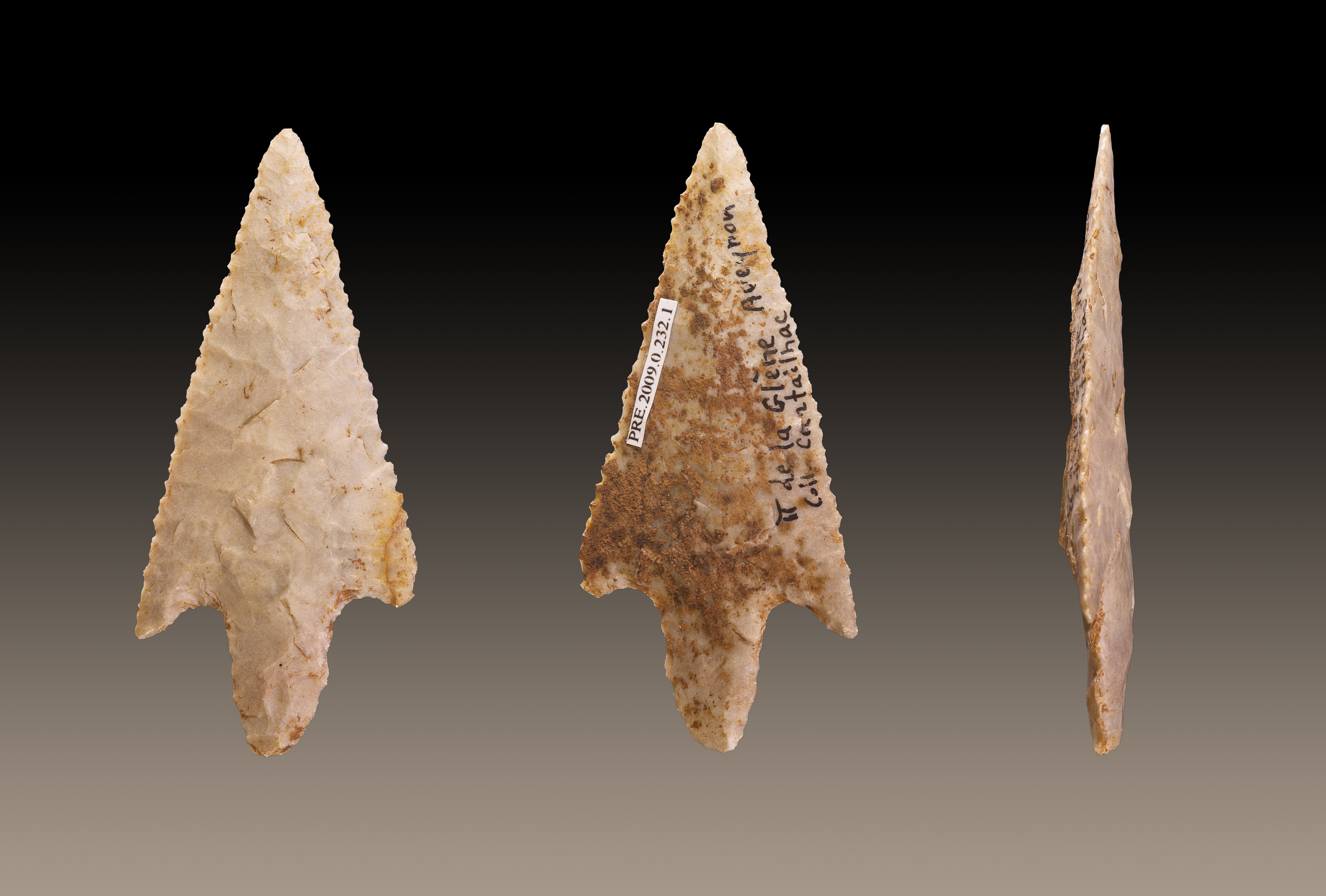
Punta de flecha de sílex neolítica

La Edad de Piedra o también Etapa Lítica es el período de la prehistoria que abarca desde que los seres humanos empezaron a elaborar herramientas de piedra hasta el descubrimiento y uso de metales. La madera, los huesos y otros materiales también fueron utilizados (cuernas, cestos, cuerdas, cuero, u otros), pero la piedra (y, en particular, diversas rocas de rotura concoidea, como el sílex, el cuarzo, la cuarcita, la obsidiana) fue utilizada para fabricar herramientas y armas, de corte o percusión. Sin embargo, esta es una circunstancia necesaria, pero no suficiente, para la definición de este período, ya que en él tuvieron lugar fenómenos fundamentales para lo que sería nuestro futuro: la evolución humana, las grandes adquisiciones tecnológicas (fuego, herramientas, vestimenta), la evolución social, los cambios climáticos, la diáspora del ser humano por todo el mundo habitable (ecúmene), desde su cuna africana, y la revolución económica desde un sistema recolector-cazador, hasta un sistema parcialmente productor (entre otras cosas).
El rango de tiempo que abarca este período es ambiguo, discutido y variable según la región en particular. Aunque es posible hablar de este período en concreto, para el conjunto de la humanidad, no hay que olvidar que algunos grupos humanos nunca desarrollaron la tecnología de la fundición de metales, y por tanto quedaron sumidos en una edad de piedra hasta que se encontraron con culturas tecnológicamente más desarrolladas. Sin embargo, en general, se considera que este período comenzó en África hace 2,8 millones de años, con la aparición de la primera herramienta humana (o prehumana). A este período le siguió el Calcolítico o Edad del Cobre y, sobre todo, la Edad de Bronce, durante la cual, las herramientas de esta aleación llegaron a ser comunes; esta transición ocurrió entre 6000 a. C. y 2500 a. C.
Tradicionalmente, se divide esta Edad en Paleolítico, con un sistema económico de caza-recolección, y Neolítico, en el que se produce la revolución hacia el sistema económico productivo agropecuario (agricultura y ganadería)

## África
A diferencia de Eurasia e, incluso, América, los cambios climáticos ocurridos durante la prehistoria en el continente africano no son glaciaciones sino periodos de mayor humedad (pluviales) alternados con otros de más aridez (interpluviales), si bien su determinación y cronología es bastante difícil de delimitar (para algunos los episodios pluviales corresponden con las glaciaciones, para otros, con los interglaciares):
- Kagueriense: sería el pluvial conocido de mayor antigüedad, identificado en el valle del río Kaguera (Uganda) y coetáneo con la glaciación Günz centroeuropea.
- Kamasiense: es el segundo episodio pluvial, coetáneo con la glaciación Mindel europea. Su duración y sus fases son tema de fuerte controversia.
  - Kanjeriense: el tercer pluvial recibe el nombre de la pequeña localidad keniana de Kanjera a orillas del lago Victoria, donde además se han localizado algunos asentamientos olduvayenses. Aunque el Kanjeriense sería contemporáneo del Riss centroeuropeo, hay quien lo considera un estadio subsidiario del Kamasiense.
- Gambliense: Existe una lógica duda sobre si considerarlo el tercero o el cuarto pluvial africano (dependiendo de la categoría que se le dé al Kanjeriense). En cualquier caso, suele asociarse a la última glaciación, el Würm centroeuropeo. Fue identificado por primera vez en los sedimentos de la cueva de Gamble (Gamble's Cave), en la localidad de Elmenteita (Kenia), donde Louis Leakey lo asoció con el Stillbayense.
  - Makaliense: este episodio no es un pluvial, sino una fase húmeda atestiguada en los sedimentos del río Makalia (Kenia). Sucede a un periodo árido conocido como Postgambliense y ambos parecen ser contemporáneos del postglaciar europeo. Aparentemente, el Makaliense se asocia estrechamente al desarrollo de la cultura Wilton en el sur del continente.

### Norte de África
El África Mediterránea tiene durante la Edad de Piedra, una periodización esencialmente paralela a la europea, al menos hasta el Neolítico, pero después, la influencia de la civilización egipcia y la llegada de colonizadores fenicios acelera el ritmo evolutivo respecto a Europa.

#### El Paleolítico
Las culturas más antiguas pueden inscribirse en el Olduvayense, localizado en yacimientos como Sidi Abderramán en Casablanca (Marruecos), estudiado por el profesor Pierre Biberson y datado en cerca del millón de años, el cual ha podido establecer una transición gradual desde una cultura en la que predominan los cantos tallados, hasta otra en la que el bifaz es el fósil director. Las industrias de Sidi Abderramán podrían vincularse al tipo humano hallado por Camille Arambourg en Ternifine (Argelia), el llamado Atlanthropus mauritanicus (en realidad una variedad de Homo heidelbergensis).

Hallazgos significativos del Olduvaiense y Achelense del norte de África
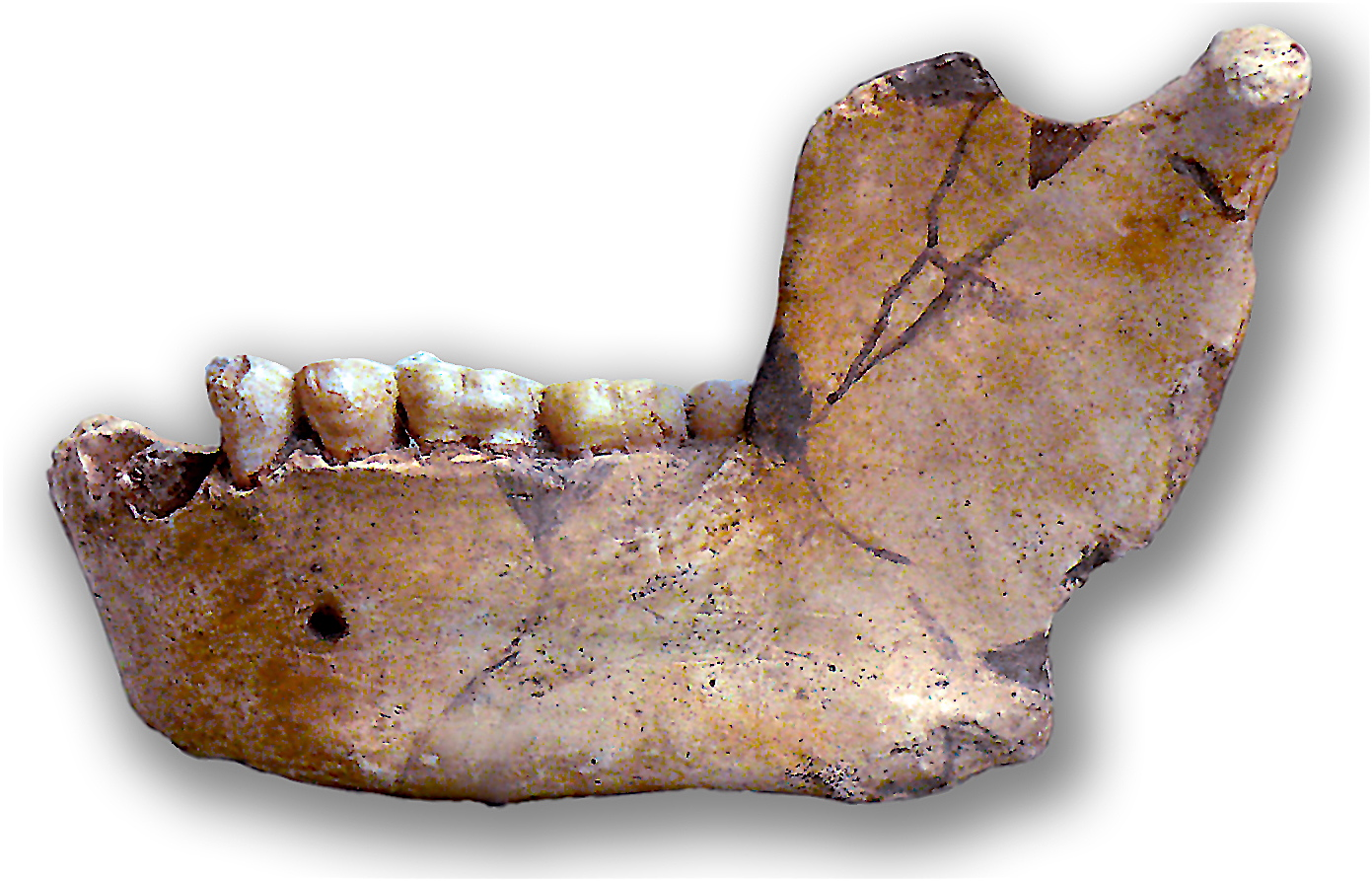
Mandíbula de Ternifine (Atlanthropus mauritanicus)

El Achelense es muy antiguo y muy abundante en esta zona, destacan, entre otros, yacimientos como Sidi Zin (Túnez), Ain Fritissa (Marruecos), Arka, Erg Tihodaine, Tachengit y Tabelbalá (todos en Argelia); Abbassieh, Kharga y Gurnah (en Egipto). Solo en Argelia ha sido posible establecer una secuencia completa del Achelense norteafricano (entre 800 000 y 100 000 años de antigüedad), especialmente rico en hendidores, además de bifaces.
El Paleolítico medio norteafricano nace por la llegada de los neandertales, probablemente, procedentes de Europa portando su cultura Musteriense. Actualmente se ha reavivado la controversia sobre la ruta que siguieron los neandertales entre África y Europa, ya que, aunque se había llegado al consenso de que fue a través del Próximo Oriente, recientes descubrimientos parecen demostrar que cuando menos hubo comunicación a través del estrecho de Gibraltar, probablemente en ambos sentidos. Sin embargo, el Paleolítico medio norteafricano, tan similar al europeo hasta hace poco más de 50 000 años, inicia un periodo ocupado por una industria sin paralelo, llamada cultura Ateriense, que recibe el nombre del yacimiento de Bir el-Ater (Argelia). El Ateriense es muy similar al musteriense y, de hecho, algunos sostienen que deriva de este, pero se distingue de él porque la mayor parte de los útiles son pedunculados (raspadores, puntas, raederas, etc.) y piezas foliáceas con retoque cubriente. Se asocia al tipo humano de Jebel Irhoud (Marruecos). El Ateriense es muy abundante durante unos 20 000 años (Bir el-Ater, Taforalt, Temara, Dar-es-Soltan...), pero hace 30 000 años comienza su declive, aunque perdura marginalmente hasta el Holoceno, hace 12 000 años. El Ateriense se asocia a condiciones climáticas secas, por lo que su máxima expansión coincide con periodos de aridez. De hecho, se sospecha que sus raíces se hunden hasta el año 70 000 a. C. En cambio, su ocaso es producto de un clima más benigno en el Sáhara, lo que provocó la llegada de pueblos más avanzados, humanos modernos con culturas laminares, fundamentalmente el Iberomaurisiense y otras que se citan a continuación. De todos modos, durante varias decenas de miles de años las industrias aterienses conviven con las industrias laminares, ocupando nichos ecológicos diferentes.

Algunos ejemplos significativos de la Cultura Ateriense (Sáhara)
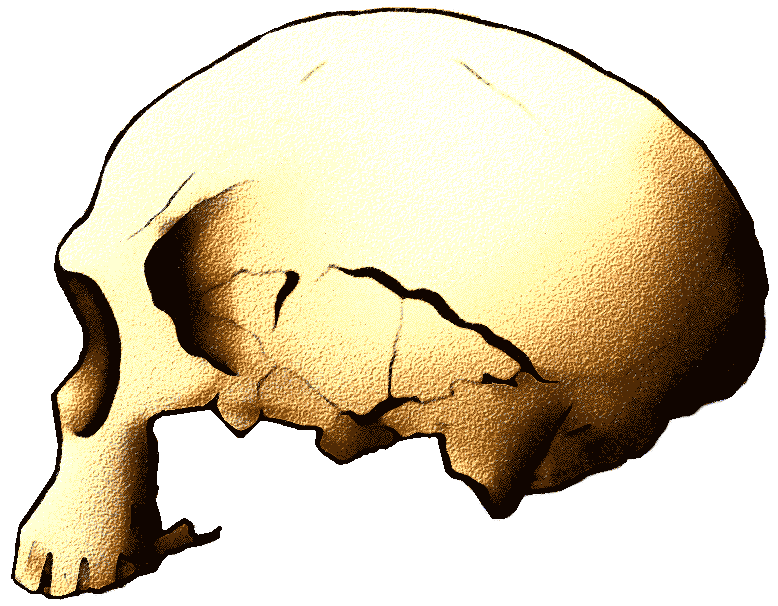
Cráneo de Jebel Irhoud (Marruecos)
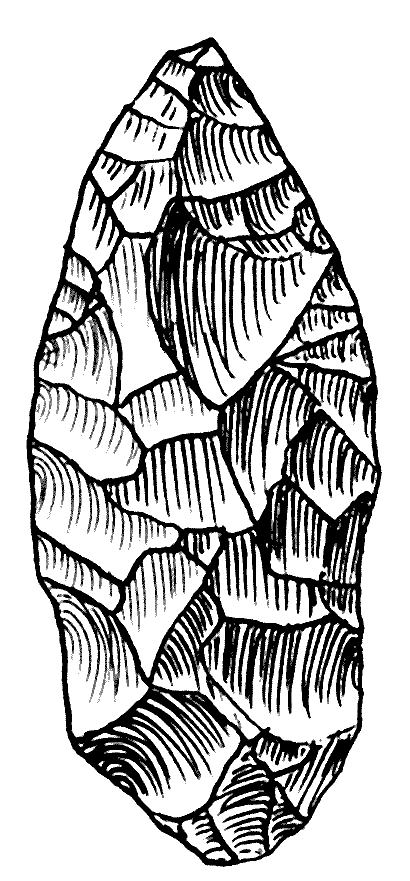
Punta foliácea propia del Ateriense
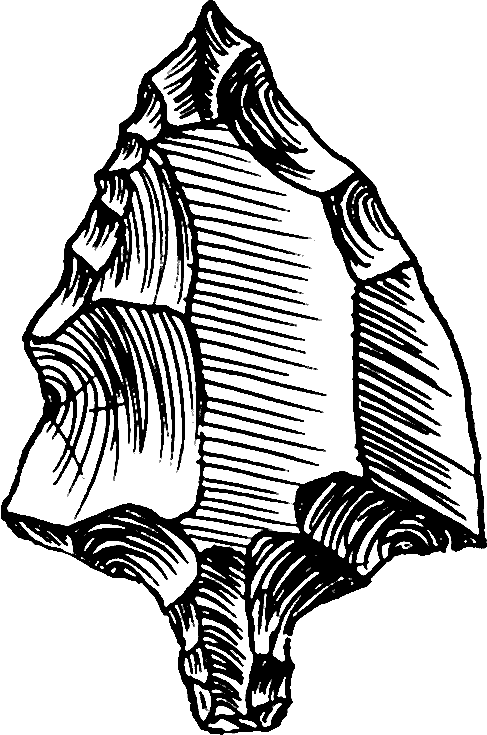
Punta pedunculada típica del Ateriense
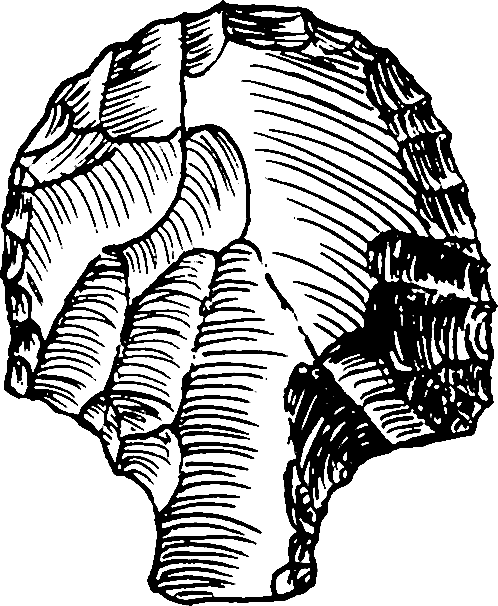
Raspador pedunculado característico del Ateriense

El Paleolítico superior tampoco es igual al europeo, pues el conjunto de culturas que se dan en el norte de África es diferente. La más conocida es el Iberomaurisiense u Oraniense, una facies cultural propia del Magreb que nace poco antes del 30 000 a. C. y mantiene una extensa longevidad, pues aún se encuentra presente al comenzar el Mesolítico, desapareciendo hace unos 8000 años. Su origen y características son aún tema de debate, de hecho ha sido objeto de todo tipo de especulaciones sobre su raíz ateriense, para unos, traído por inmigrantes de la península ibérica, según los que le dieron su nombre, y de procedencia oriental (llegada de primitivos modernos) según la mayoría. Es una cultura leptolítica, es decir, laminar: en la que las hojas líticas ya son esenciales como soportes para todo tipo de utensilios, obtenidos por medio de retoque abrupto, y que con el tiempo tiende a la microlitización, documentándose, incluso la técnica del microburil, se asocia a restos humanos de aspecto cromañoide europeo, como los de Mecha el-Arbi y Afalou Bou Rummel; pero también tiene muchas similitudes con industrias de zonas ubicadas más al este, sin que haya podido averigüarse cuál de ellas es la más antigua. Se trata de culturas como el Dabbaniense (Libia), Mochambiense, Qadense y otras culturas del valle del Nilo; con una antigüedad mínima de 40 000 años, con numerosos raspadores, raederas, buriles y hojas de borde abatido. El microlitismo aparece muy pronto, en torno a 14 000 años de antigüedad; estas culturas variadas y, a la vez, semejantes, enlazan con el Capsiense epipaleolítico.

Hallazgos significativos del Olduvayense y Achelense del Magreb
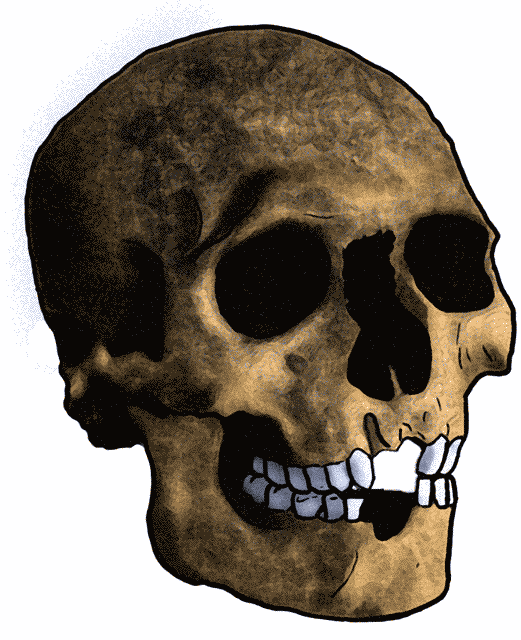
Cráneo tipo Mechta el-Arbi, con  avulsión de incisivos

#### El Epipaleolítico
La cultura más importante de esta fase es, sin duda, la Capsiense, una cultura bastante tardía, incluso para el Mesolítico, y, de hecho esta cultura sobrevive al Neolítico bajo la denominación de Neolítico de tradición capsiense. De todos modos el Capsiense fue definido por J. de Morgan en el yacimiento de El-Mekta, cerca de Gafsa (قفصة, Túnez), pero su influencia supera la región magrebí, alcanzado la Cirenaica, e incluso las riberas del valle del Nilo. Los yacimientos capsienses suelen tener gran cantidad de conchas de origen bromatológico («concheros») y una industria lítica laminar y microlítica (con trapecios y triángulos) a la que se suman huevos de avestruz, usados como recipientes, muchas veces decorados. El Capsiense se podría asociar a los restos humanos de Ain Dakkara, en Libia, con las impresionantes manifestaciones rupestres del Tassili y otras zonas rocosas saharianas.

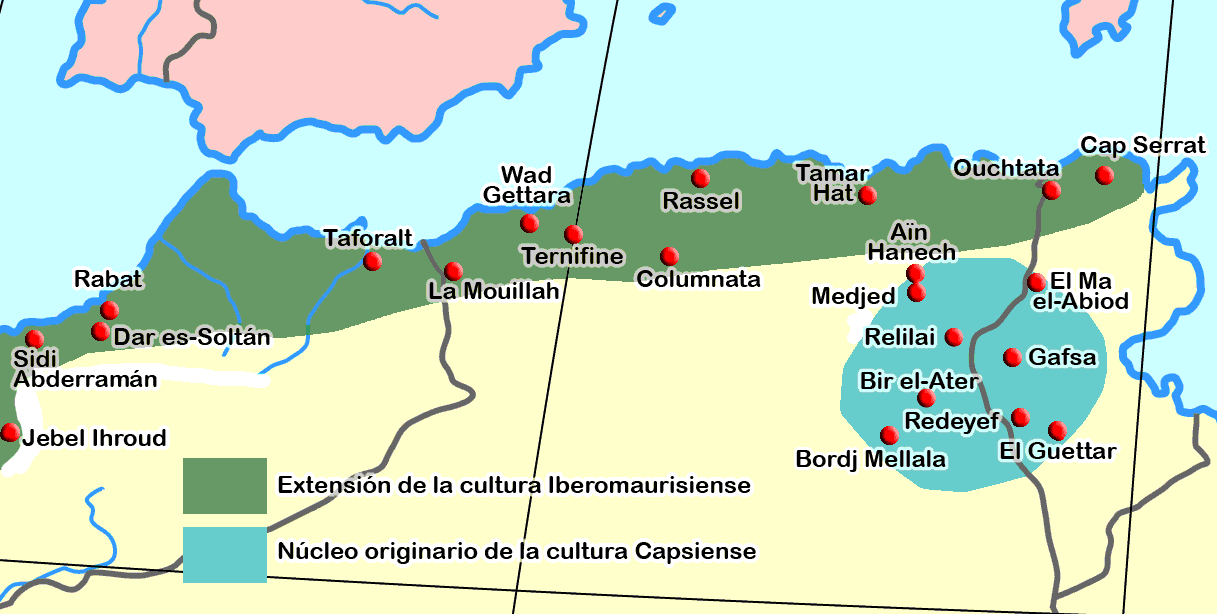
Principales yacimientos del Iberomaurisiense y del Capsiense en el Magreb

#### Neolítico norteafricano
Zona occidental
El neolítico más antiguo registrado en el litoral norteño de África pertenece al horizonte Cardial, de principios del séptimo milenio (el hábitat principal eran las cuevas en las que, junto a restos de cerámica impresa y pruebas de pervivencia de la caza, se encuentran otras que demuestran que ya se practicaba la agricultura, la ganadería y el marisqueo). En el occidente la cultura de origen local también se sumó a las innovaciones, naciendo el llamado Neolítico de tradición capsiense, que predomina en el área magrebí, desde antes de 5000 a. C. hasta después de 2000 a. C. Este neolítico se caracteriza por un florecimiento en las técnicas de talla de sílex (al principio predominan los microlitos geométricos, pero son sustituidos por puntas de flecha foliáceas). La ganadería y la caza son las actividades principales, siendo la agricultura algo secundario; La cerámica es grosera y sin decoración y compite con las vasijas hechas con huevos de avestruz, algunas ricamente decoradas.

Hallazgos significativos de la cultura Capsiense
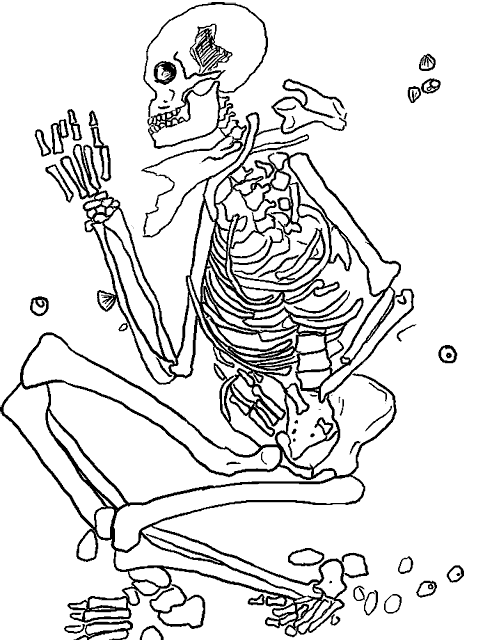
Inhumación Capsiense en posición fetal
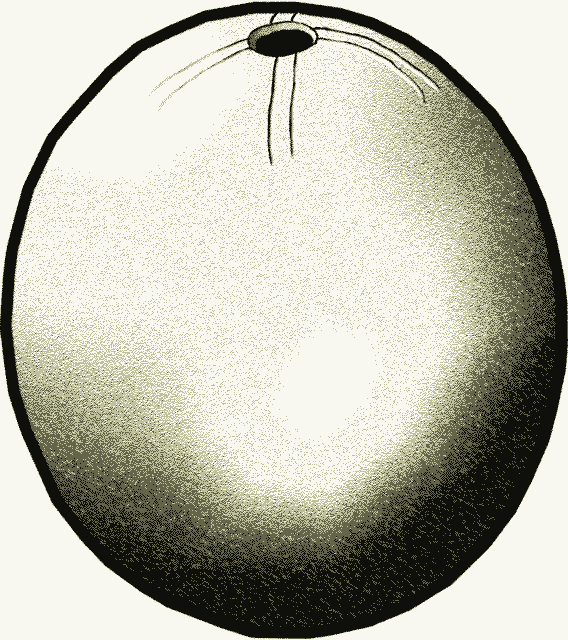
Huevo de avestruz preparado como botella
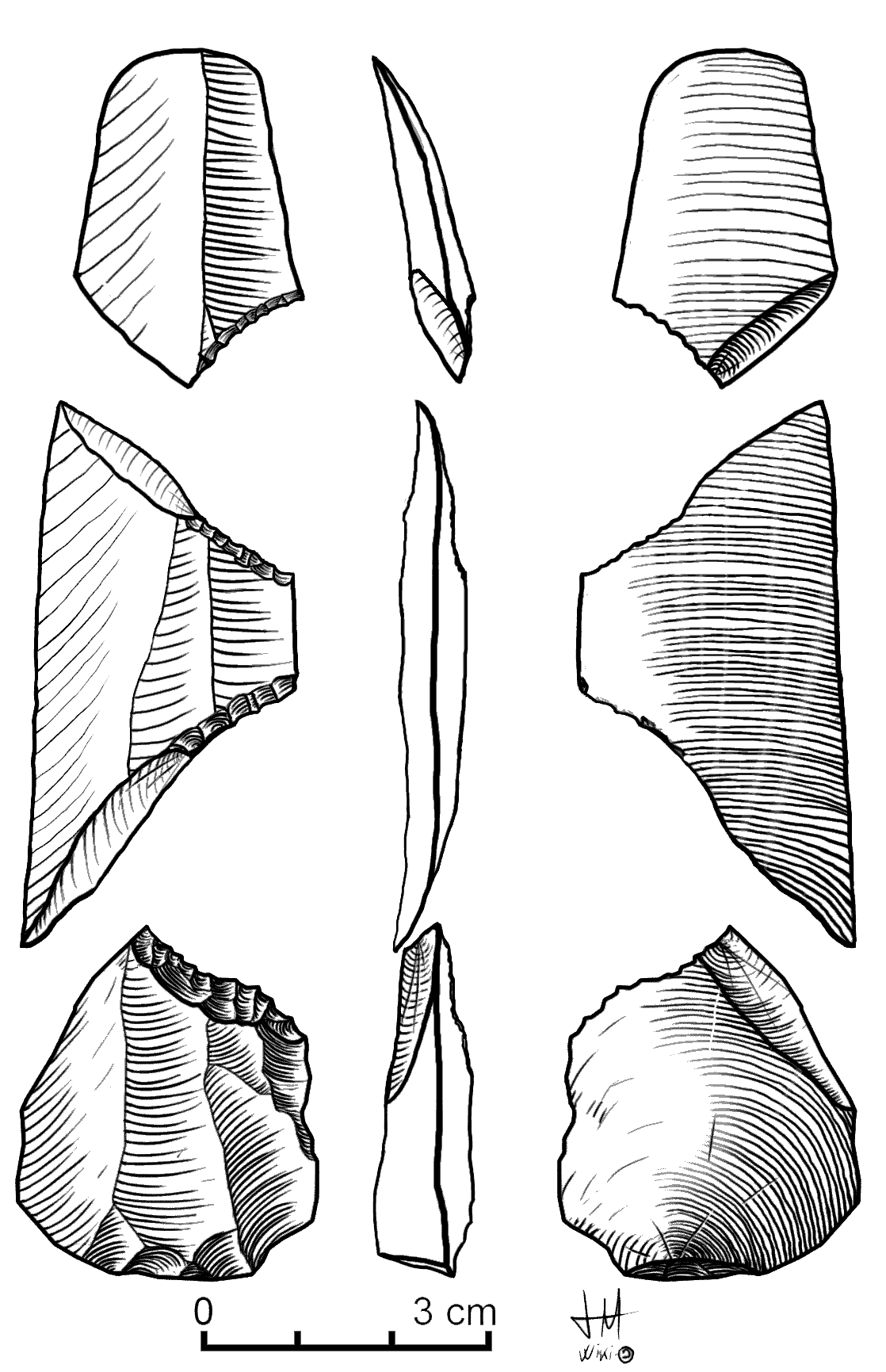
Técnica del golpe de microburil
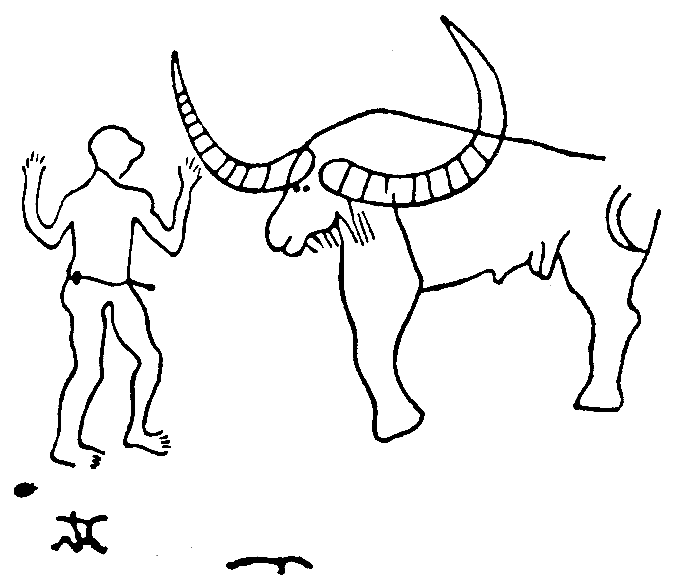
Escena de pastoreo grabada en Ksar Amar, Marruecos

Zona central
Aparece, en un proceso similar al anterior y cronología coetánea, el Neolítico Sáharo-Sudanés: este, aunque se parece al Capsiense (ambos son pueblos seminómadas de pastores y cazadores), y es posible que tenga mucha relación con él, destaca por su mayor nivel de desarrollo, una cerámica cuidada, profusamente decorada con incisiones e impresiones, inhumaciones en posición contraída, con ocre y un ajuar con ornamentos de cornalina, amazonita, calcedonia o marfil. Se le atribuye un arte rupestre en abrigos y covachas repartidas por el desierto.
Zona del Nilo
Se distinguen dos zonas de neolitización aparentemente autóctonas, al sur la zona del Alto Egipto, con su cultura más importante, el Badariense, y al norte, en el Bajo Egipto, donde destaca, junto al delta, la cultura de Merimdé y en el lago Moeris, en los estratos más profundos de el Fayum que se inscriben en las fases neolíticas. En todos los casos el neolítico nace en el V milenio a. C., perdurando a lo largo del IV milenio a. C. La comunicación entre ambas zonas debió existir a lo largo del río, pues al comenzar el III milenio a. C. comparten tantos rasgos en común que podría hablarse de una misma cultura, no ya neolítica, sino del Calcolítico, el Geerzense, más rico al sur (Nagada II) que al norte (Maadiense).
El neolítico de Merimdé se conoce por un gran yacimiento en pleno delta (Merimdé Beni-Salamé) con graves problemas de conservación debido al entorno pantanoso que lo rodea. Los poblados conocidos tenían viviendas de planta oval construidas con esteras de caña, con hogares y silos; la cerámica, aunque es variada en formas, es grosera, elaborada sin torno y carece de decoración, salvo en las últimas fases, en que recibe una capa de engobe rojo. También modelaron rudimentarias estatuillas, destacando un tosco rostro humano. Hay restos de fusayolas y algún huso, indicando la existencia de telares. Se evidencia un alto grado técnico en la industria lítica, con puntas de flecha de base cóncava y piezas bifaciales, a veces combinando el retoque por presión con el pulimento de piezas, tales como puntas de lanza de asombrosa factura; también hay cuchillos, dientes de hoz, y otros utensilios cotidianos como las hachas pulimentadas. En Merimdé aparecieron rudimentarias paletas cuya supuesta función es la mezcla de pigmentos (quizá para los tejidos), en materiales diversos y sin formas definidas. Se conocen cientos de enterramientos en fosas ovales.

Hallazgos significativos del Neolítico nilótico
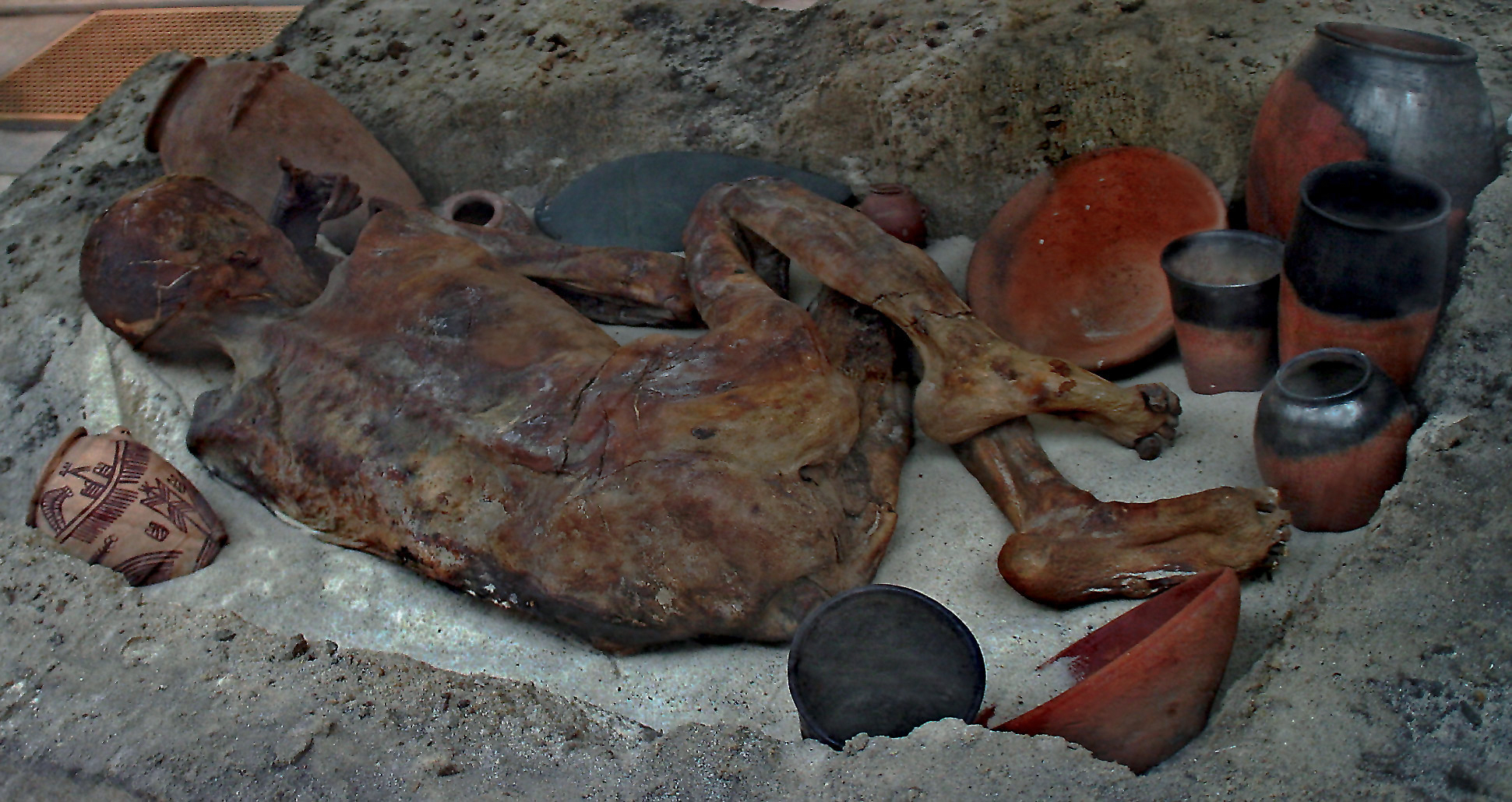
Inhumación geerzense con momificación natural
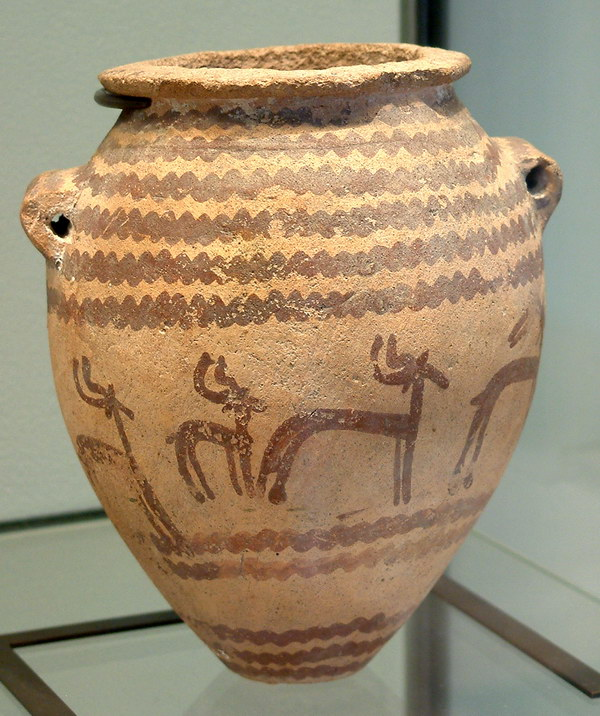
Cerámica pintada del periodo Predinástico Primitivo
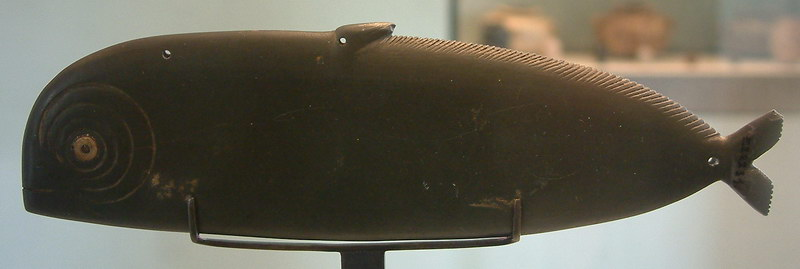
Paleta de esquisto con forma de pescado
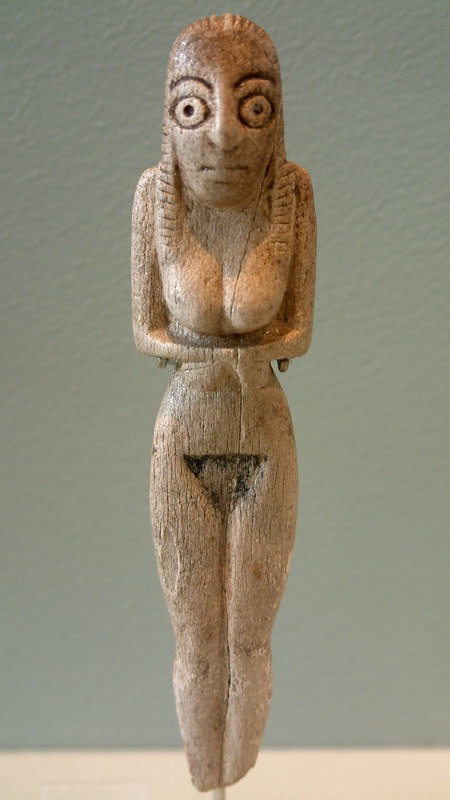
Estatuilla femenina de marfil de época Amratiense

El Badariense también dispone de evidencias de enterramientos en fosa que, generalmente, están en la misma ribera del río, lo que ha favorecido que los sedimentos las preserven en bastante buen estado: muchas de ellas están apuntaladas con tablas; los esqueletos y momias naturales tienen posición fetal, con ajuar compuesto por un cinturón de fayenza, cerámica, puntas de flecha y adornos diversos; posteriormente el cadáver se cubría con una piel. La cultura material se conoce mejor que en el Bajo Egipto, al menos, parece más rica o, simplemente las condiciones ambientales han favorecido su conservación: con espléndidas piezas de sílex (hojas, piezas bifaciales, puntas de flecha...), paletas de esquisto para mezclar colorantes, sin adornos, pero con siluetas diversas (sobre todo cuadrangulares y con forma de pez); piezas de hueso y marfil, tejidos e, incluso (al final), algunos objetos de cobre. Hay un arte mobiliario relativamente desarrollado, con estatuillas masculinas, femeninas y figuras de animales. La cerámica es delicada, variada y, al principio, suele estar bruñida con decoración en relieve formando ondulaciones; después surge la cerámica pintada con motivos geométricos, vegetales y animales, incluso aparece la figura humana. La agricultura y la ganadería están muy bien documentadas y los poblados tienen viviendas de planta cuadrangular construidas con ramaje y adobe. El Badariense parece enlazar, sin solución de continuidad, con el periodo predinástico de Egipto (por tanto ya se entraría en la Historia). De hecho, al Neolítico egipcio se le llama, en tono general «Periodo predinástico primitivo».
Los primeros metales aparecen en el antiguo Egipto al final del predinástico primitivo, e inmediatamente después se inventa la escritura y surge la egipcia como gran cultura de la Antigüedad, cuya influencia no solo afectará al Mediterráneo, sino también a gran parte del continente africano (desde el IV milenio a. C.). El Magreb, en cambio se estanca, habitado por pueblos líbicos mal conocidos, y no es fácil hablar de una Edad del Bronce al estilo del resto del Mediterráneo; de hecho son los fenicios quienes, en torno al año 1000 a. C. en adelante, introducen cambios tales que sacan a esta región de la Edad de Piedra definitivamente.

### África subsahariana
La geografía del África central y meridional resulta bastante homogénea comparada con la de otros continentes, debido a que se trata de una de las zonas geológicamente más antiguas del planeta y la erosión ha eliminado las grandes barreras naturales. Tan solo merece la pena destacar las altiplanicies y depresiones formadas por movimientos tectónicos diversos: la cuenca del Congo y la hoya del Kalahari, rodeadas por las mesetas (geológicamente: escudos y macizos arcaicos) en Angola, Namibia y Zambia, entre otros. Las cordilleras y zonas escarpadas existentes se agrupan hacia el este (Drakensberg, los montes Muchinga, los montes Mitumba, los montes Ruwenzori, donde se localizan los picos Kilimanjaro y Kenia y, ya más al norte, el macizo Etíope) en asociación con la gran falla conocida como Gran Valle del Rift, una enorme zona llena de cizalladuras, volcanes, bloques elevados, gigantescos lagos y sobre todo barrancos. Tiene forma de «Y» y casi 5000 km de longitud, ya que nace al sur de Mozambique y llega al mar Rojo, desde donde continúa, en Asia, hasta el valle del Jordán. Precisamente el Valle del Rift es la zona donde pudo comenzar la historia del ser humano.
Aunque en la actualidad hay considerables diferencias climáticas, hidrográficas y ecológicas, no es posible aplicar estos parámetros a la Edad de Piedra, pues —como se ha indicado— hubo significativos cambios ambientales a lo largo de su desarrollo. Precisamente fue alguno de esos cambios, combinado con transformaciones geológicas, la chispa que, posiblemente, propició la aparición y evolución de los homínidos. Al parecer, hace más de 20 millones de años, los monos primitivos habitaban los densos bosques de África Oriental. Estos primates (tal vez Propliopithecus-Aegyptopithecus) se desplazaban por los árboles a cuatro patas. Un presunto movimiento tectónico (relacionado de alguna manera con el Rift) hizo que las selvas permaneciesen en el oeste, pero provocó una desecación del este, apareciendo un territorio de sabanas y praderas a las que los nuevos primates tuvieron que adaptarse. De este modo, se supone que nacieron los primeros antropoides bípedos, que, posiblemente, pertenecieran a la especie Ardipithecus, que, a su vez, dio lugar a los australopitecinos en un momento indeterminado entre hace seis y cuatro millones de años.
No se descarta que algunos australopitecinos avanzados elaborasen herramientas rudimentarias, pero hay una fuerte polémica al respecto; por lo que a este punto se refiere se considera que son los miembros del género Homo los primeros que fabricaron herramientas previsoramente, es decir, antes de necesitarlas, sin improvisar, sino previniendo su posible uso con antelación. En ese momento comienza la Prehistoria y la Edad de Piedra que, para el África subsahariana suele dividirse en fases de denominación anglosajona:

#### Temprana "Edad de Piedra"
Literalmente significa Edad de Piedra temprana, se refiere al periodo comprendido desde la aparición del primer ser humano, hace más de dos millones y medio de años, hasta hace unos 200 000 años. Incluye, prácticamente, todos los grandes pasos de la evolución humana (pues los llamados humanos «primitivos modernos» debieron surgir al final del mismo), así como importantes avances culturales, de los que apenas conocemos los referentes a unos pocos vestigios conservados de piedra y hueso. Para entenderlos mejor suele dividirse en dos grandes etapas:
- Olduvayense: Así llamado por haber sido identificado en el yacimiento de la garganta de Olduvai, al que acompañan otros muchos lugares, casi todos ellos alineados con el Valle del Rift. Las herramientas olduvayenses más antiguas podrían tener más de 2,6 Ma (en los yacimientos del Afar etíope[13]), existiendo una secuencia de hallazgos en toda África Oriental y Austral desde esa fecha hasta hace 1,5 Ma, sin hiatos ni vacíos, por lo que es posible defender que el Olduvayense pervivió por más de un millón de años (es posible que incluso más, si se amplia la cronología con ciertos yacimientos más tardíos). El Olduvayense se divide en una fase inicial y otra evolucionada, identificadas a partir de los lechos I y II de la garganta de Olduvay, aunque hay otros muchos yacimientos igual de importantes. Al principio, las herramientas son de piedra tallada toscamente, sin que se aprecie ninguna estandarización en las tácticas de aprovechamiento ni en las formas. Pero poco a poco, van cristalizando determinados procedimientos y tipos concretos entre los que destacan cantos tallados, poliedros, raederas y denticulados. Es de suponer que existió una industria en madera o en hueso, pero no se ha conservado en las mismas condiciones. Los protagonistas de este vasto complejo cultural fueron varias especies del género Homo (H. habilis, H. rudolfensis y formas tempranas de H. erectus, científicamente desglosadas en la especie H. ergaster). Todos ellos parecen haber sido cazadores solo en raras ocasiones, dedicándose, más bien, a la recolección y al carroñeo; conocían pero no dominaban el fuego, y ya se les atribuyen algunas estructuras de construcción sencilla para protegerse.[14]

- El Achelense nació en África mucho antes que en cualquier otra parte del mundo, en un momento que parece coincidir con la gran migración humana hacia Eurasia y con la aparición de formas tempranas de Homo erectus. Sin embargo, aunque los bifaces más antiguos se han datado en el yacimiento etíope de Konso-Gardula en 1,9 Ma, la tecnología Achelense no parece salir de África hasta más de un millón de años más tarde. Así, pues, el Achelense fue patrimonio exclusivo de los africanos (probablemente, de las diversas especies humanas que convivieron en este continente por estas fechas, solo algunas tendrían el privilegio de esta tecnología), en tanto que en el resto del Viejo Mundo persistía la tradición olduvayense. Probablemente, el inventor de esta nueva cultura fue Homo ergaster, siendo muy representativo el hallazgo de un esqueleto casi completo, aunque infantil, en Nariokotome (KNM-WT 15000), a orillas del lago Turkana (Kenia).[14] La herramienta más conocida del Achelense es el bifaz, pero la variedad tipológica se amplía, apareciendo hendidores, triedros, bolas poliédricas y todo tipo de utensilios sobre lascas retocadas. El achelense africano también es longevo, ya que perdura hasta hace unos 200 000 años y, a menudo es común referirse a él como Fauresmithiense en la zona oriental o Stellenbosch en la zona meridional. Posiblemente, la expansión del Achelense fuera de África sería consecuencia de una segunda oleada colonizadora que, esta vez, sin embargo, no alcanzó los confines de Asia.

El Achelense va desapareciendo en fechas en las que aparecieron los humanos modernos primitivos, mucho más inteligentes y con una tecnología mucho más sofisticada y diversa. Aunque no pertenezca a esta región, en Jebel Irhoud, próximo a Marrakech (Marruecos) ha aparecido una mandíbula de primitivo moderno con más de 160 000 años; fecha similar tienen los restos de Herto (Etiopía) lo que permite jalonar el final de la Early Stone Age en todo el continente.

#### Middle Stone Age (MSA)
Edad de Piedra intermedia, es el periodo comprendido entre el final de la Edad de piedra Temprana o ESA (hace 200 000 años), hasta el inicio de la Edad de Piedra Tardía, o LSA (hace 30 000 años); podría situarse en paralelo con el Paleolítico Medio Europeo, pero existen sensibles diferencias culturales y antropológicas entre ambas. Para ciertos autores, toda la zona tiene unas constantes comunes (técnicas de extracción levallois o similares, presencia de finas piezas foláceas bifaciales, evolución hacia técnicas de obtención de hojas y hojitas, al final), y otros aprecian dos corrientes cuya separación se va haciendo más sutil a medida que los descubrimientos avanzan y que ciertos autores atribuyen a imposiciones de la materia prima o a la especialización de las herramientas para hábitats de bosque y de sabana.

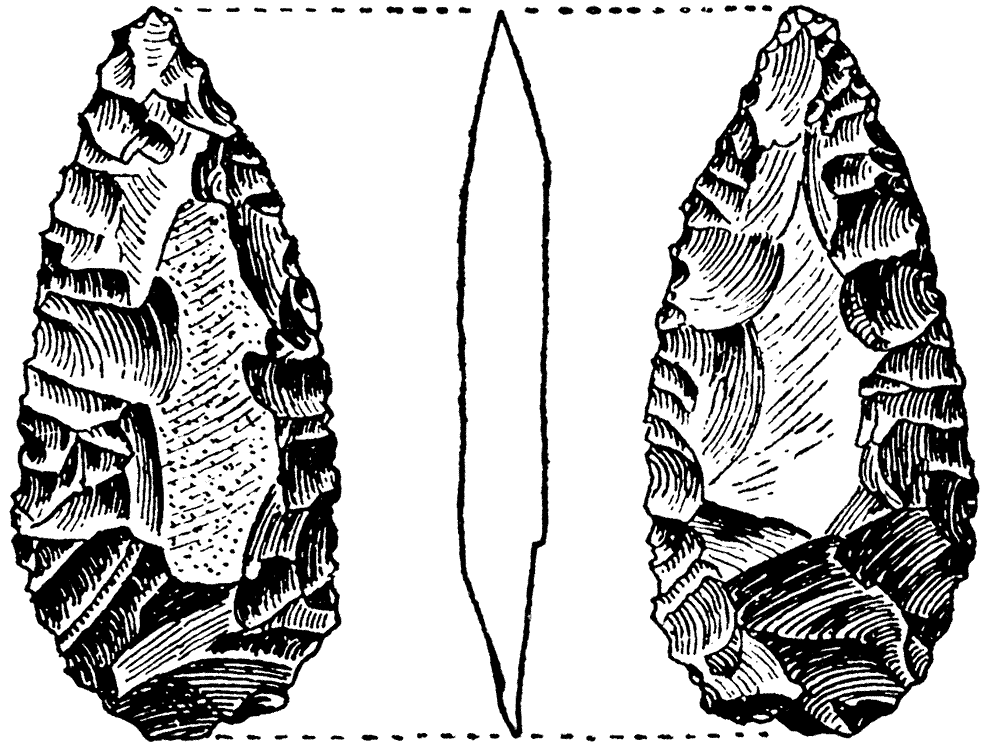
Pieza foliácea

- En principio parecen predominar las industrias basadas en utensilios sobre lasca y macroútiles tipo hacha o azada, siendo una de las culturas más representativas de este estilo macrolítico el Sangoense seguido del Stillbayense de África oriental y austral y que en algunos yacimientos suceden claramente al Achelense (v.g.: Cave of Hearts), apreciándose dentro de la misma una evolución muy clara hacia la leptolitización, es decir, una proporción cada vez mayor de hojas líticas. Los bifaces son pequeños y gruesos, al principio, pero se van convirtiendo en estilizadas y cuidadas piezas foliáceas, a veces sobre lasca, cuya hechura es tan fina que recuerda a las hojas de laurel europeas; las puntas triangulares también son numerosas y el sustrato levallois es algo que parece persistir a lo largo del tiempo y del espacio en esta cultura. Aparece tanto en el sur como en la zona de los Grandes Lagos africanos, Zambia y Zimbabue, por ejemplo; no obstante, los lugares más conocidos son Pietersburg y Bambata, con un conjunto de herramientas fundamentalmente basado en las raederas, puntas y lascas laminares; también hay levallois polarizado para lascas alargadas.

- Por su parte, la línea más evolucionada, basada en la extracción de hojas e incluso en la generalización de microlitos laminares está muy bien representada en los hallazgos de Howieson's Poort (Gauteng, Sudáfrica). Aquí ya aparecen hojitas de borde abatido e incluso otros microlitos con una antigüedad de hasta 70 000 años, lo que convierte a esta industria en una de las candidatas a ser antecedente del Paleolítico Superior del Viejo Mundo. Sin embargo, no hay conexiones probadas entre ambas (salvo, quizá, la cueva de Navaisha en Kenia) y esta industria carece, asimismo, de una asociación con ningún resto humano hasta ahora conocido (tal vez pueda relacionarse a los restos de primitivos modernos de Border Cave, pero no existe seguridad irrefutable).[18]

Es difícil atribuir grupos humanos a cada una de esas herramientas; quizá las más arcaicas correspondan a presapiens y las más evolucionadas a los primeros sapiens ancestrales. En efecto, los Primitivos modernos nacen en África en esta fase, como se ha visto en el epígrafe anterior para Jebel Ihroud (Marruecos) y Herto (Kenia); también se documentan sus restos en los yacimientos sudafricanos de Border Cave y Klaisies River Mouth.

#### Late Stone Age (LSA)
La Edad de Piedra tardía es el último periodo del Paleolítico del África subsahariana. Desde el primer momento (el llamado early Late Stone Age) en el Sur de África ya hay culturas microlíticas y laminares —leptolíticas— en las que se ha podido documentar el trueque (¿comercio?) de obsidiana a lo largo de rutas que van del valle del Rift hasta Sudáfrica con 32 000 años. Parecen existir dos tradiciones, una microlítica, aparentemente derivada de la tradición de Howieson's Poort, con culturas como Robberg o Wilton. Y otra basada en utensilios sobre lascas vulgares (Tshitoliense, Nachikufiense, Hargeisiense..., en África central y oriental) o incluso piezas macrolíticas como la cultura Albany o el Magosiense.
- Como representante de las industrias microlíriticas destaca el Wiltoniense, que se extendió por todo el extremo sur del continente desde hace unos 8000 años hasta la expansión bantú, por lo que en sus etapas terminales ya conocía la cerámica, el pulimiento de la piedra y la ganadería y, posiblemente, la agricultura itinerante, pudiendo considerarse una cultura parcialmente neolitizada. Uno de los asentamientos mejor conservados de esta gran cultura de cazadores recolectores es el de Gwisho.

- La tradición macrolítica se ejemplifica, inicialmente en el Lupembiense (valle del Congo), cuyas herramientas son de aspecto arcaico, con pesadas piezas bifaciales similares a hachas y azuelas (sin embargo también hay piezas bifaciales más finas). Esta tradición parece tener su sucesora en el Magosiense (llamado así por el yacimiento de Magosi, en Uganda), ya más tardío, aunque mezcla elementos regresivos (núcleos de fuerte carácter musteroide) con atributos evolucionados (finas piezas foliáceas, numerosos microlitos...); el Magosiense se da desde hace unos 12 000 años hasta periodos muy recientes, evolucionando hacia la microlitización mayoritaria de sus herramientas). Al Norte del África subsahariana se encuentran herramientas avanzadas emparentadas con las de la Edad de Piedra intermedia «Middle Stone Age».

El final de la LSA viene acotado por las brillantes manifestaciones de la cultura Nok, que se asocia con la introducción de la tecnología del hierro a mediados del primer milenio de nuestra era. Aunque, en muchas regiones más aisladas, las herramientas apenas evolucionaron hasta la época de colonización europea.

## Oriente Medio
Se usan indistintamente las expresiones Oriente Medio y Próximo Oriente para designar a la región del Oriente más próxima a Europa. Sus límites varían según quién utilice el término pero, en su sentido no restringido, es sinónimo de Asia sudoccidental, incluyendo Turquía, Siria, Líbano, Israel, los Territorios Palestinos, Jordania, Irak, Irán (también, Arabia Saudí, Kuwait, Baréin, Catar, Emiratos Árabes Unidos, Omán y Yemen, de los que no se habla aquí). A menudo, se incluye Egipto, pero se ha preferido dejar el valle del Nilo para el epígrafe África; por la misma razón se reserva Chipre para el capítulo europeo. En cambio, se incluyen ocasionalmente zonas del Cáucaso lindantes con Europa.
En cualquier caso, desde el punto de vista histórico y, más concretamente, prehistórico, el Oriente medio es lo que se denomina una Zona Nuclear que irradia continuas innovaciones y cambios que influyen decisivamente en el desarrollo, no solo de zonas limítrofes, sino de toda Eurasia.

### Paleolítico en Oriente Medio
- Paleolítico Inferior: La secuencia inferopaleolítica del Medio Oriente parece muy temprana, habiéndose constatado el paso del ser humano por la zona gracias al hallazgo de los restos de Dmanisi (Georgia). Se trata, probablemente de Homo ergaster, en concreto, varios cráneos de entre 1 850 000 y 1 600 000 años de antigüedad[20] que van acompañados de una cultura material muy tosca (lascas, cantos tallados y núcleos de extracciones desorganizadas[21]). Se trataría pues de un Paleolítico Inferior Arcaico, anterior al Achelense.

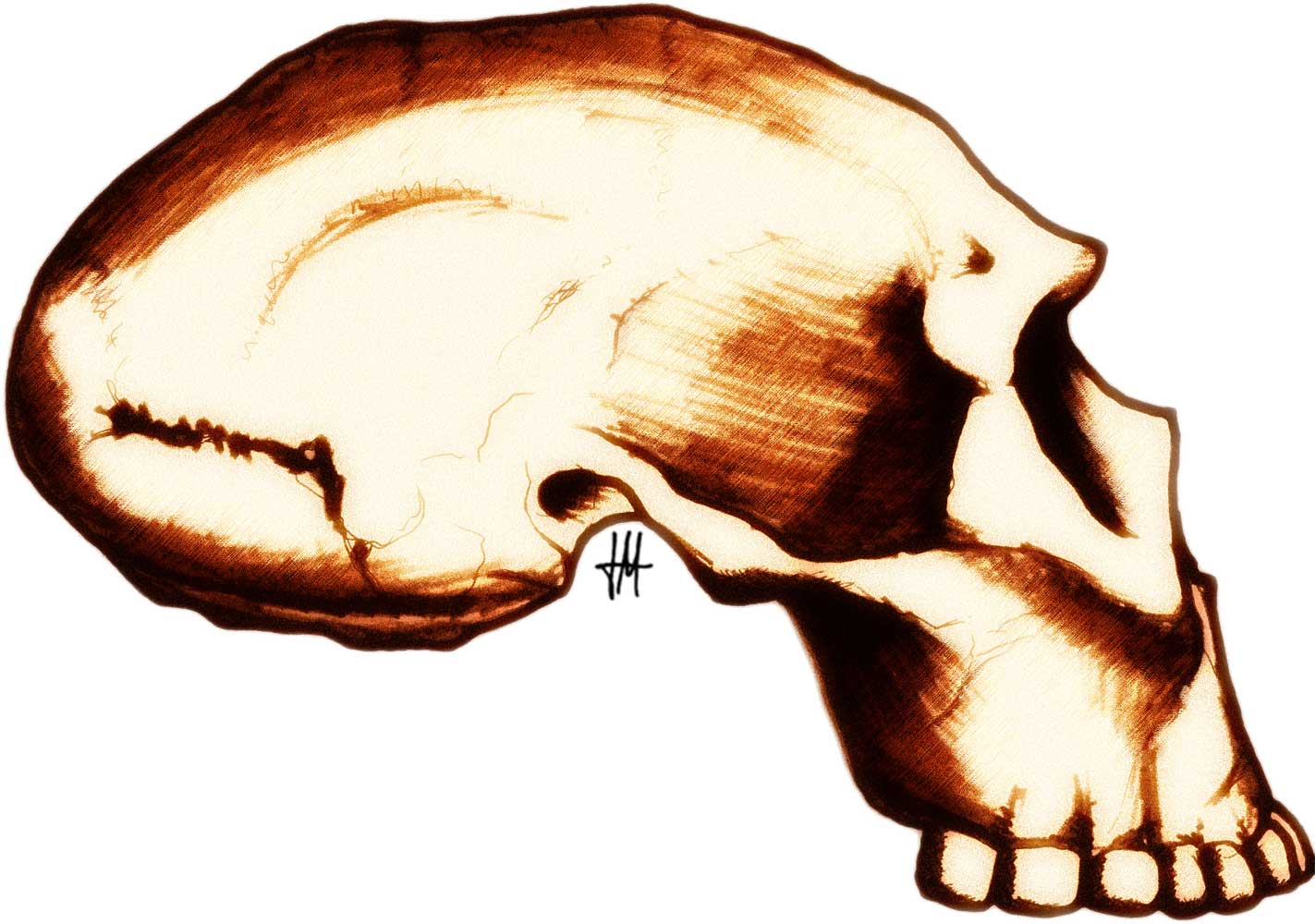
Cráneo de Dmanisi
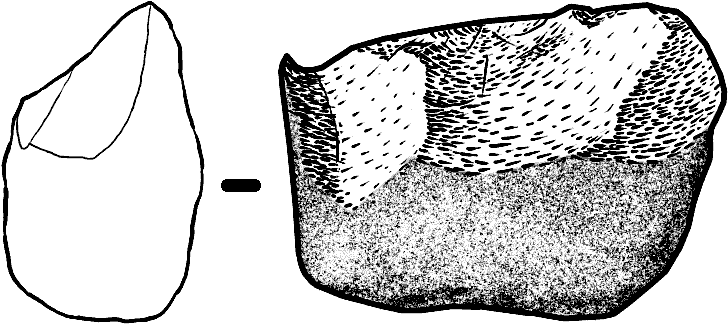
Canto tallado de Dmanisi
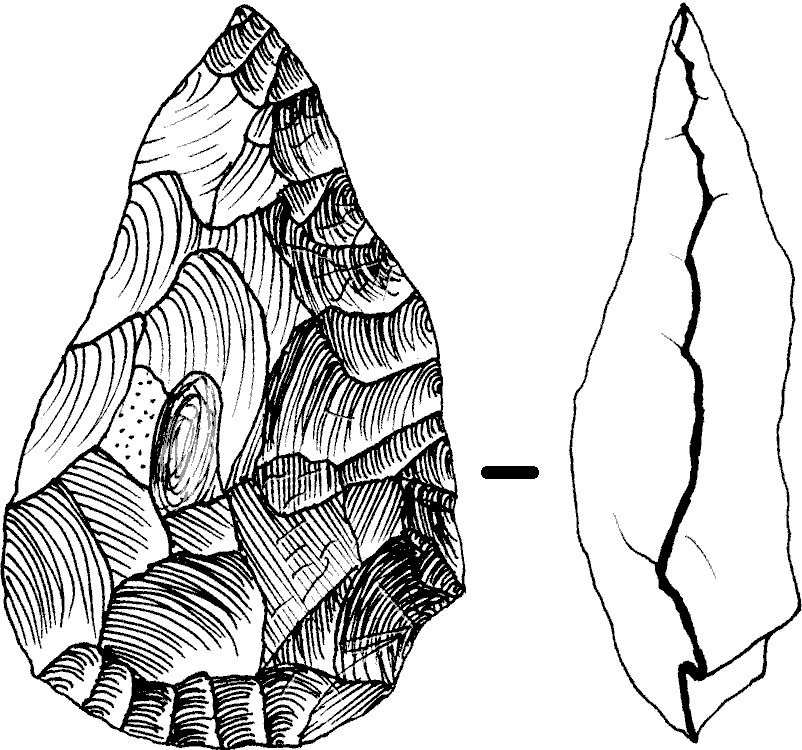
Bifaz de Um Qatafa
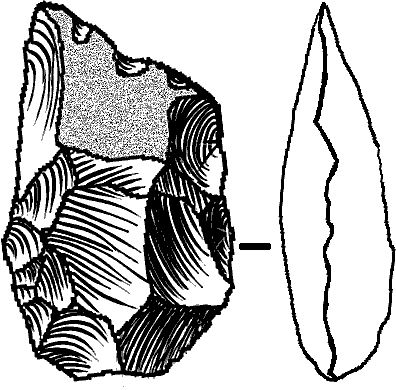
Hendidor de Tabun

Los primeros bifaces, bastante toscos, aparecen al sur del lago Tiberiades, en Ubeidiya (Israel), junto a cantos tallados y núcleos toscos. En este lugar también se encontraron restos humanos muy antiguos (el Hombre de Galilea), no tanto como los de Dmanisi, que aunque tienen más de un millón de años son muy escasos.
Un Achelense más típico es el que aparece en Banat Yacub (Israel), datado en más de 800 000 años o en los yacimientos sirios de Lantamne (Achelense medio con unos 500 000 años) y Gharmachi (Achelense final). El Achelense final es el más abundante, se encuentra tanto en yacimientos costeros (Ras Beyruth, Líbano), como del interior, es decir, el valle del Jordán, Um Qatafa, y sobre todo en Mugharet et-Tabun, que marca la transición al Paleolítico Medio. Dicha transición parece estar en las industrias líticas llamadas Yabrudienses (menos bifaces, más utensilios de lascas, mayor importancia del método levallois...) El Yabrudiense ha sido fechado en Mugharet-el-Zuttiyeh con 150 000 años de antigüedad.
- Paleolítico Medio: Es muy similar al de Europa y toda la cuenca mediterránea, ocupada en aquella época por los neandertales; su cultura material (con numerosas variantes) se compone, básicamente, de utensilios musteroides de lascas: La más antigua es la llamada tradición Wadi-Mughara, le sigue la conocida como Mustero-levalloisiense, la cual parece adentrarse, al menos, hasta Tayikistán. En todo caso, es raro que sobrepase los montes Zagros (así como en África, los restos musteroides nunca bajaron del Sahel). De hecho, se habla de un Paleolítico Medio Perimediterráneo.[22] El Medio Oriente tiene cuevas tan emblemáticas como Shanidar (Irak), con su célebre tumba del Hombre de las Flores; Kebara, Amud y Mugharet et-Tabun (Israel), la última ofrece una secuencia casi completa del Paleolítico Medio, y ambas están asociadas a inhumaciones neandertales; Teshik-Tash (Uzbekistán), donde se ha identificando la tumba de un niño neandertal, Amrit y Dederiyeh (Siria), Ras Beyruth (Líbano), etc., estos últimos sin restos humanos, solo con abundante industria lítica.

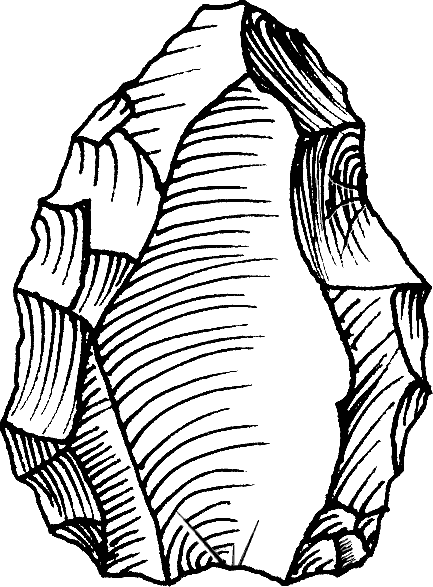
Núcleo levallois típico
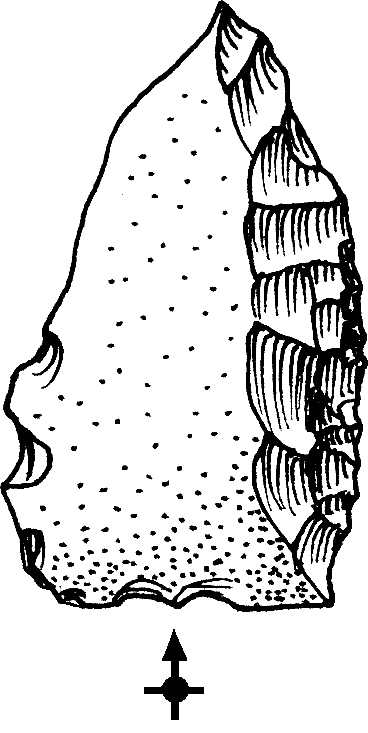
Raedera lateral sobre lasca
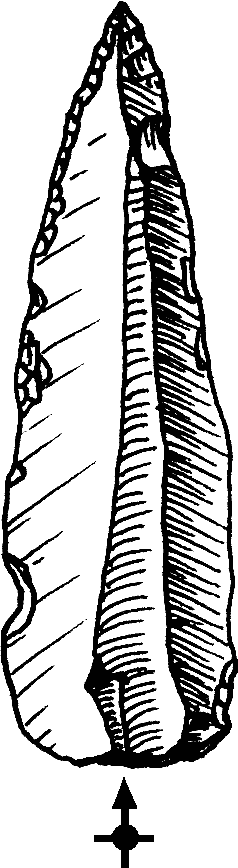
Punta levallois laminar
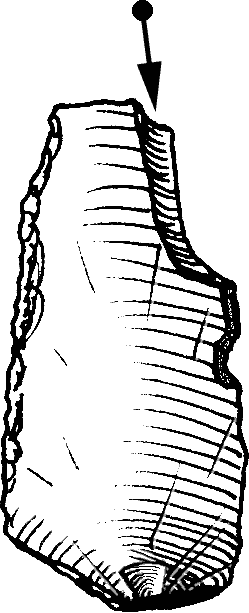
Buril sobre hoja de sílex

En Mugharet et-Tabun (Monte Carmelo, Israel), las industrias líticas más antiguas son las del Paleolítico Inferior (Achelense final y Yabrudiense); en ellas aparecen piezas de lascas de tradición Wadi-Mughara. El nivel que se le superpone es el de industrias líticas muy modernas, laminares, auriñacoides, pero de tradición levalloisiense, este tipo de herramientas a veces ha sido deniminado Amudiense, pero su identidad es controvertida. En el techo de la secuencia hay típicas industrias musterienses, virtualmente idénticas a las europeas y asociadas a restos neandertalienses.
En consecuencia, existe una circunstancia excepcional en el Paleolítico Medio del Levante del Mediterráneo oriental. Y es que las herramientas musteroides no son las únicas ni las más antiguas de la zona. En efecto, el valle del río Jordán (que, realmente, es una fosa tectónica hidrológicamente endorreica) parece haber recibido una temprana visita de humanos modernos, incluso antes de que apareciesen los neandertales. Los datos, en cualquier caso, reflejan la tempranísima aparición de un tipo de herramientas líticas modernas (similares a las del Paleolítico Superior europeo), a partir del 56 000 a. C. (como mínimo y, si se acepta la existencia del Amudiense la fecha alcanza los 70 000 años, es decir, mucho antes que en Europa), emparentada con la tradición levallois, pero claramente auriñacoide (como se ha mencionado en la secuencia de Tabun): al principio aumenta el número de buriles, hojas de sílex y raspadores, puntas de Châtelperron... (Todos estos artefactos son más propios del Paleolítico Superior que del Paleolítico Medio) y, a partir del lascado tipo levallois, va desarrollándose la extracción laminar de hojas. Como se ha indicado, estas industrias líticas, a medio camino entre levallois y Auriñaciense, han sido datadas en Boker Tachtit (Néguev) entre 47 000 y 38 000 años de antigüedad, pero se imbrican estratigráficamente con restos musteroides. El fósil director es la punta del Emireh, en realidad una variante laminar de la punta levallois. Así aparece la cultura Emiriense, que es una transición muy temprana al Paleolítico Superior. Este puede considerarse ya instalado en el 40 000 a. C., es decir, desde fechas muy tempranas. Todo parece sugerir que los seres humanos modernos pasaron por el valle del Jordán dejando una huella de profundas consecuencias.

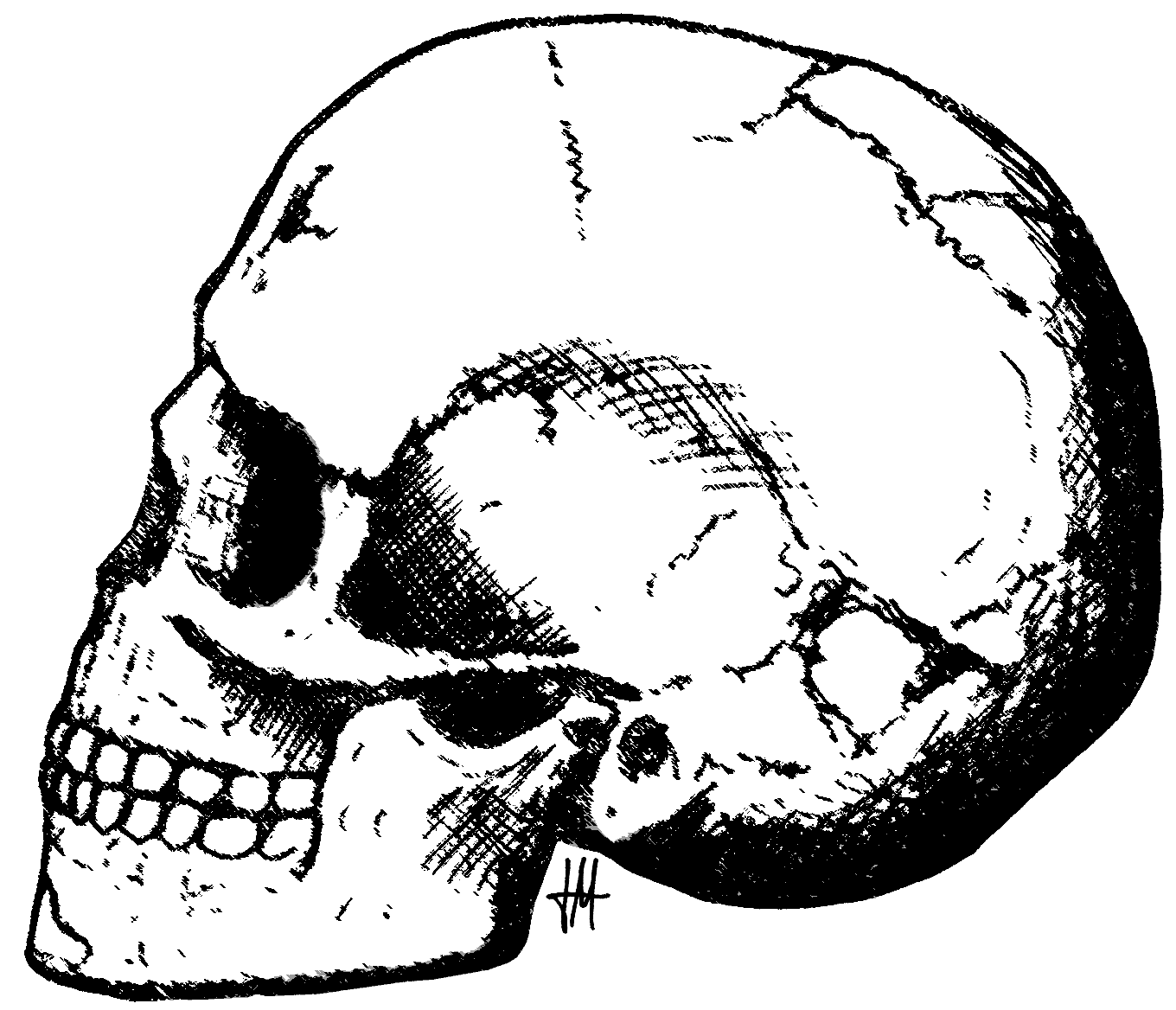
Primitivo moderno infantil de Qafzeh (Israel), con una fecha de 90 000 adC
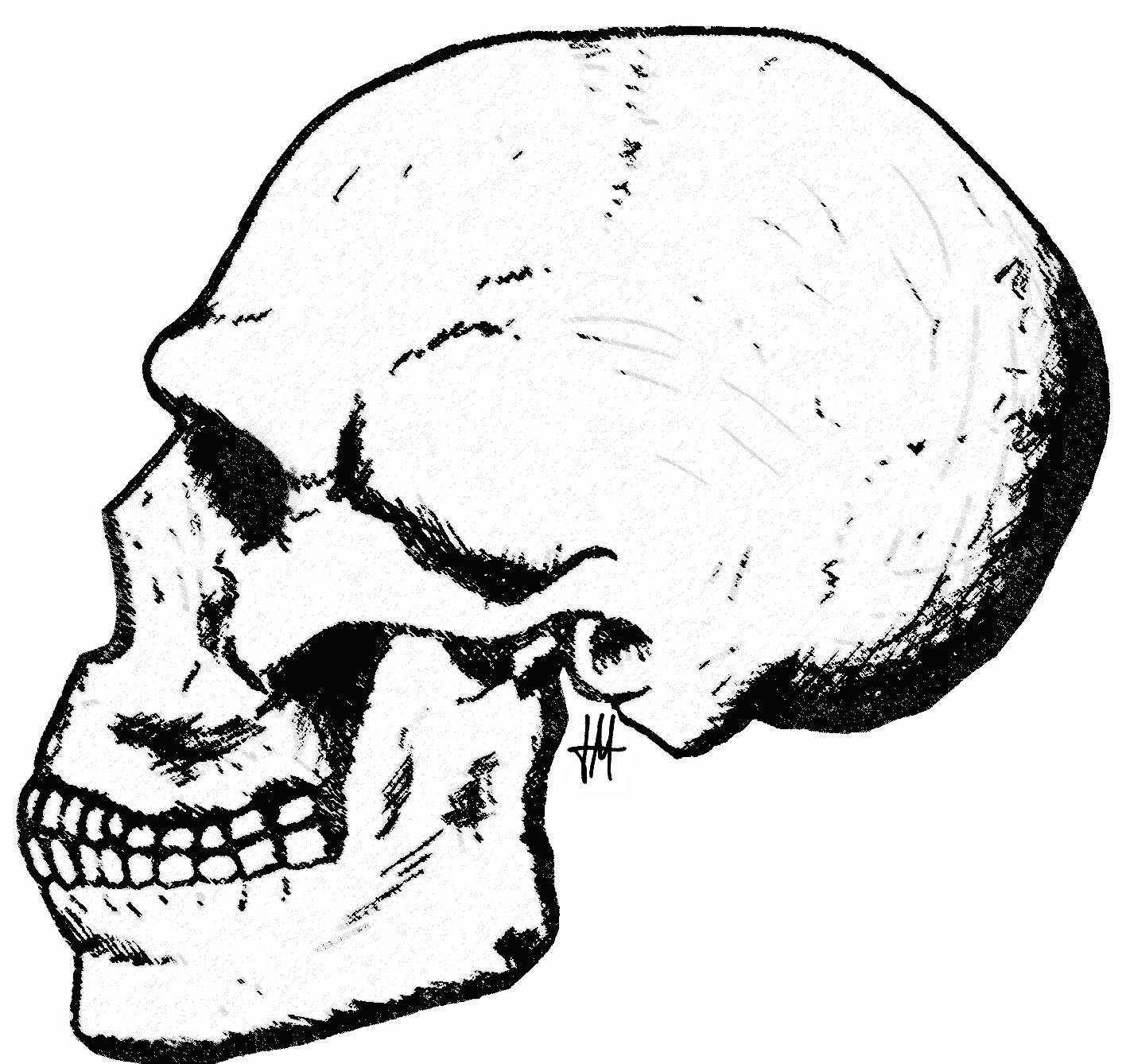
Primitivo moderno adulto de Skhül (Israel), de unos 80 000 adC
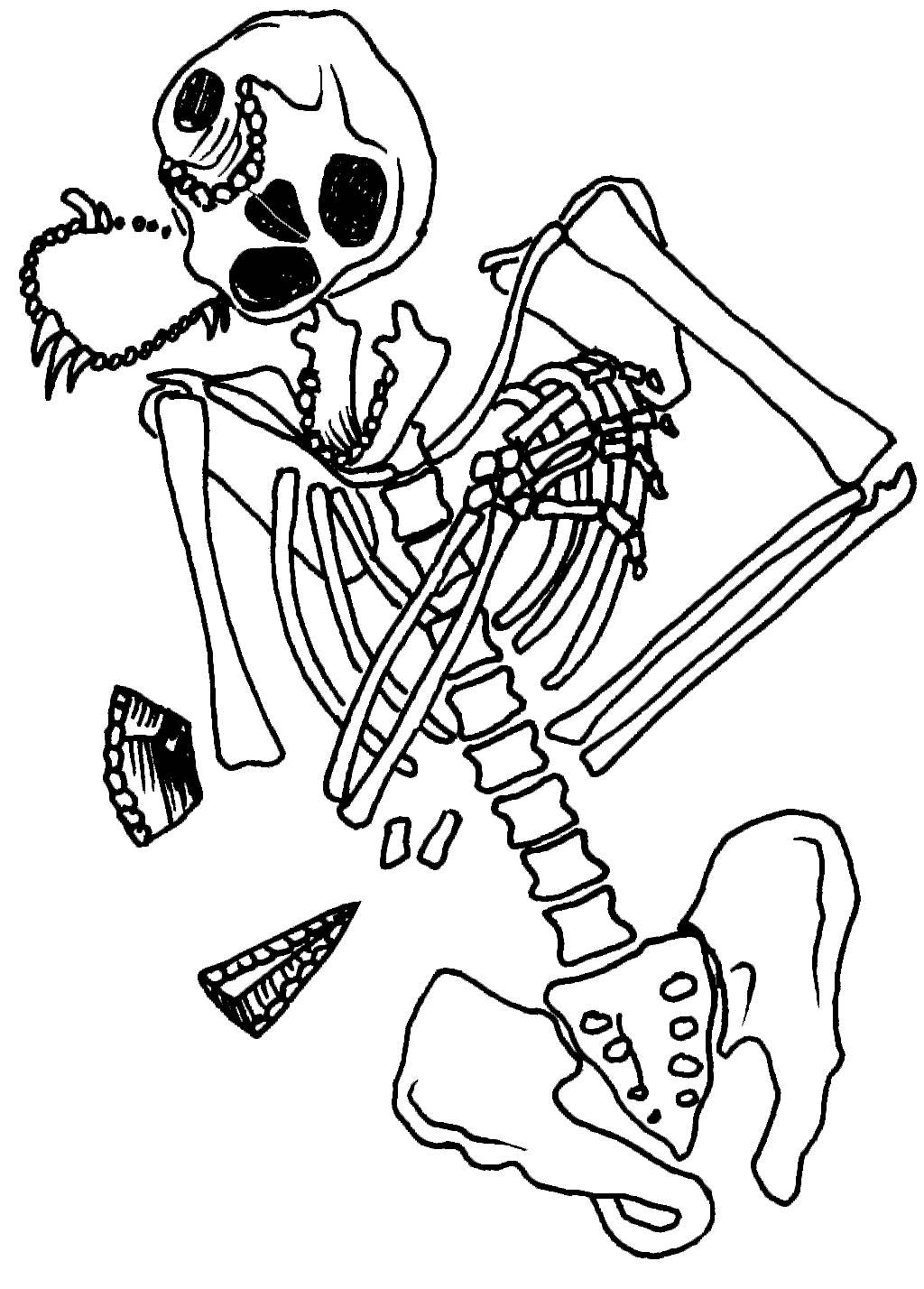
Tumba neandertal de Kebara (Israel), datada en 60 000 adC
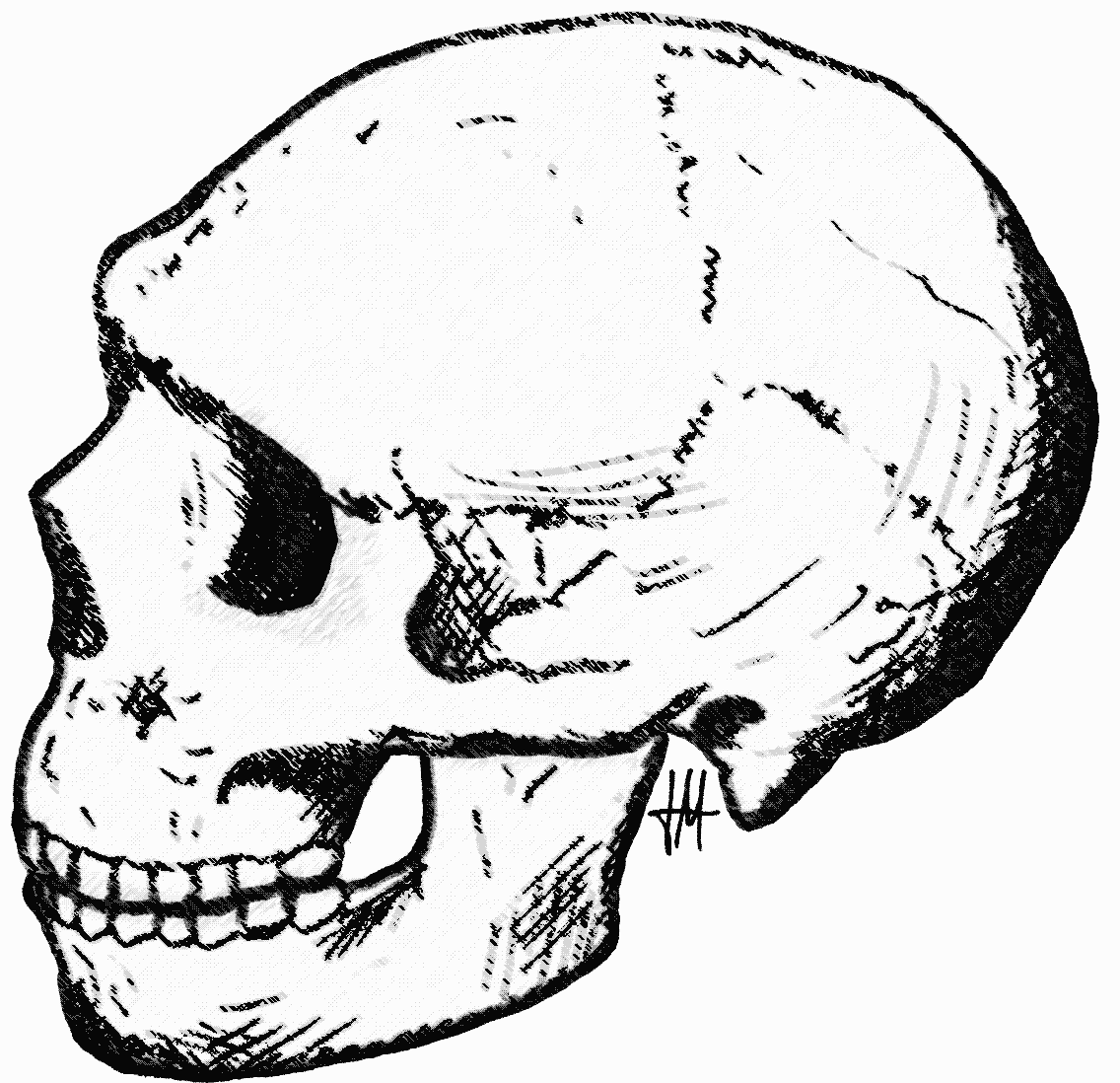
Neandertal de Amud (Israel), 50 000 adC (véase el espacio retromolar)

Respecto de los fósiles humanos, el valle del Jordán es particularmente conocido por una serie de restos que comparten rasgos comunes entre Neandertales clásicos y cromañoides o humanos modernos. Estos a veces han recibido el apelativo de Neandertales progresivos, aunque en este texto se utilizará más el término Primitivos modernos. Los más interesantes, aunque no los únicos, son los casi íntegros restos de las cuevas de Skhül, Qafzeh, Amud y Mugharet-el-Zuttiyeh, con una antigüedad datada entre 100 000 y 90 000 años, aunque haya quienes retrotraen la fecha mucho más (recuérdese que la sepultura neandertal de Kebara tiene 60 000 años como mínimo). Al contrario que los Neandertales clásicos, estos Primitivos modernos no se extinguen, sino que enlazan sin solución de continuidad con los humanos modernos, tanto en el aspecto fisíco, como culturalmente. A grandes rasgos, estos Primitivos modernos se distinguen de los Neandertales clásicos en que tienen el rostro mucho más pequeño, menos prominente, sin espacio retromolar en el maxilar, la frente alta y con mentón (aunque la capacidad craneana es similar, la estructura de la cabeza: esplacnocráneo/neurocráneo, es muy diferente).
Lo que no está resuelto es si estos Primitivos modernos de Oriente Medio son una avanzadilla en su camino hacia Europa (como se ha dicho, hay quien afirma que estos seres humanos modernos llegaron a Oriente Medio antes que los Neandertales). Ambas especies estaban en franca expansión, una venía de Europa occidental y la otra de África, y se encontraron aquí, donde los restos hallados parecen un híbrido, resultado de relaciones físicas y/o culturales entre ambas especies. Lo único comprobado es que los estratos arqueológicos en muchas cavernas (particularmente Mugharet et-Tabun y Amud) alternan industrias líticas mustero-levalloisienses de lascas (que se asocian a los Neandertales clásicos), junto a otras herramientas laminares auriñacoides más avanzadas, sin que pueda afirmarse cuáles son las más antiguas. Posiblemente convivieron durante miles de años.
- Paleolítico Superior: Hasta hace unos veinte años, nuestro conocimiento del Paleolítico Superior del mediterráneo oriental estaba principalmente fundamentado en los trabajos de Neuville y Dorothy Garrod, realizados en cuevas y abrigos rocosos de Galilea, Monte Carmelo y la zona de Judea. Esta clasificación de Neuville (1934) admitía un único linaje evolutivo dividido en varias fases:

- Fase I de Neuville: Emirense (punta de El-Emireh) —50 000/38 000 a. C.—
- Fase II de Neuville: Ahmariense (punta de El-Wad) —38 000/32 000 a. C.—
- Fases III de Neuville: Auriñaciense levantino inicial o Anteliense inferior —32 000/27 000 a. C.—
- Fases IV de Neuville: Auriñaciense levantino medio o Anteliense superior —27 000/22 000 a. C.—
- Fase V de Neuville: Auriñaciense levantino final o Atlitiense —22 000/14 500 a. C.—

Sin embargo, los estudios actuales prefieren referirse a dos corrientes culturales paralelas diferenciadas, entre otros motivos, por la tecnología lítica aunque ambas incluyen en su panoplia la producción de microlitos. Además, se ha revisado y corregido la cronología:
- Como se ha señalado anteriormente, la cultura Emiriense se considera la transición entre el Paleolítico Medio y el Paleolítico Superior . Esta transición se documenta muy bien en Boker Tachtit, a partir de 44 000 a. C. (aunque también, Ksar Akil, ambos en el desierto del Neguev, Israel). Paulatinamente el método levallois evoluciona hacia técnicas modernas de extracción de largas hojas de sílex, a partir de las cuales se elaboran las típicas puntas del Emireh, buriles y las denominadas lames à chanfrein. La cultura de Emiriense parece desaparecer en torno a 36 000 a. C.

- Ahmariense: Esta cultura está datada entre 36 000 a. C. y 22 000 a. C. Aparentemente deriva del Emiriense y es posible que, a su vez, genere un Kebariense temprano (o Kebariense laminar, 22 000 a. C.-13 000 a. C.). Se caracteriza por una tecnología fuertemente laminar: de hojas y hojitas, en cuyo instrumental abundan las piezas de dorso, y los cuchillos, pero el fósil director es la punta de base retocada o punta de El-Wad. En cambio, escasean los buriles, por lo que las piezas óseas son de factura muy diferente a las Auriñacenses, habitualmente confeccionadas con estos utensilios especializados.

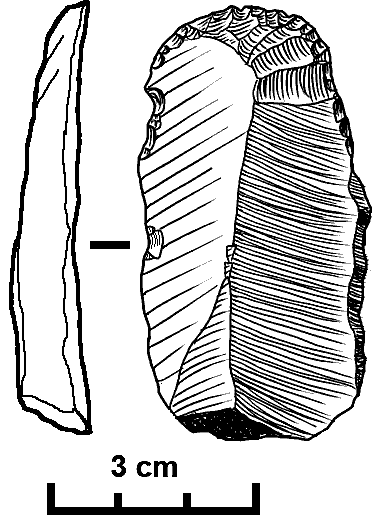
Raspador sobre hoja
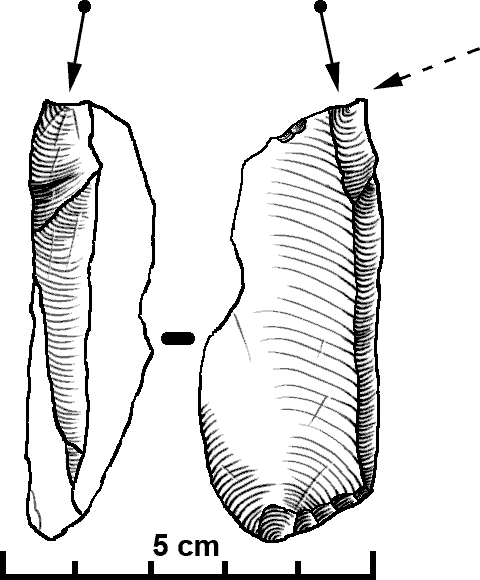
Buril diedro
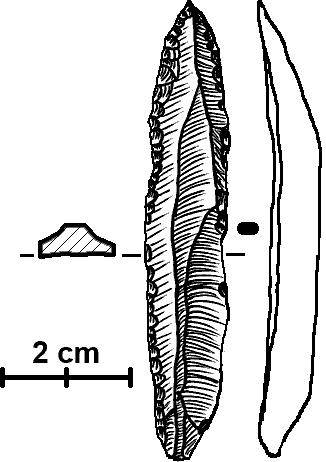
Punta de El-Wad
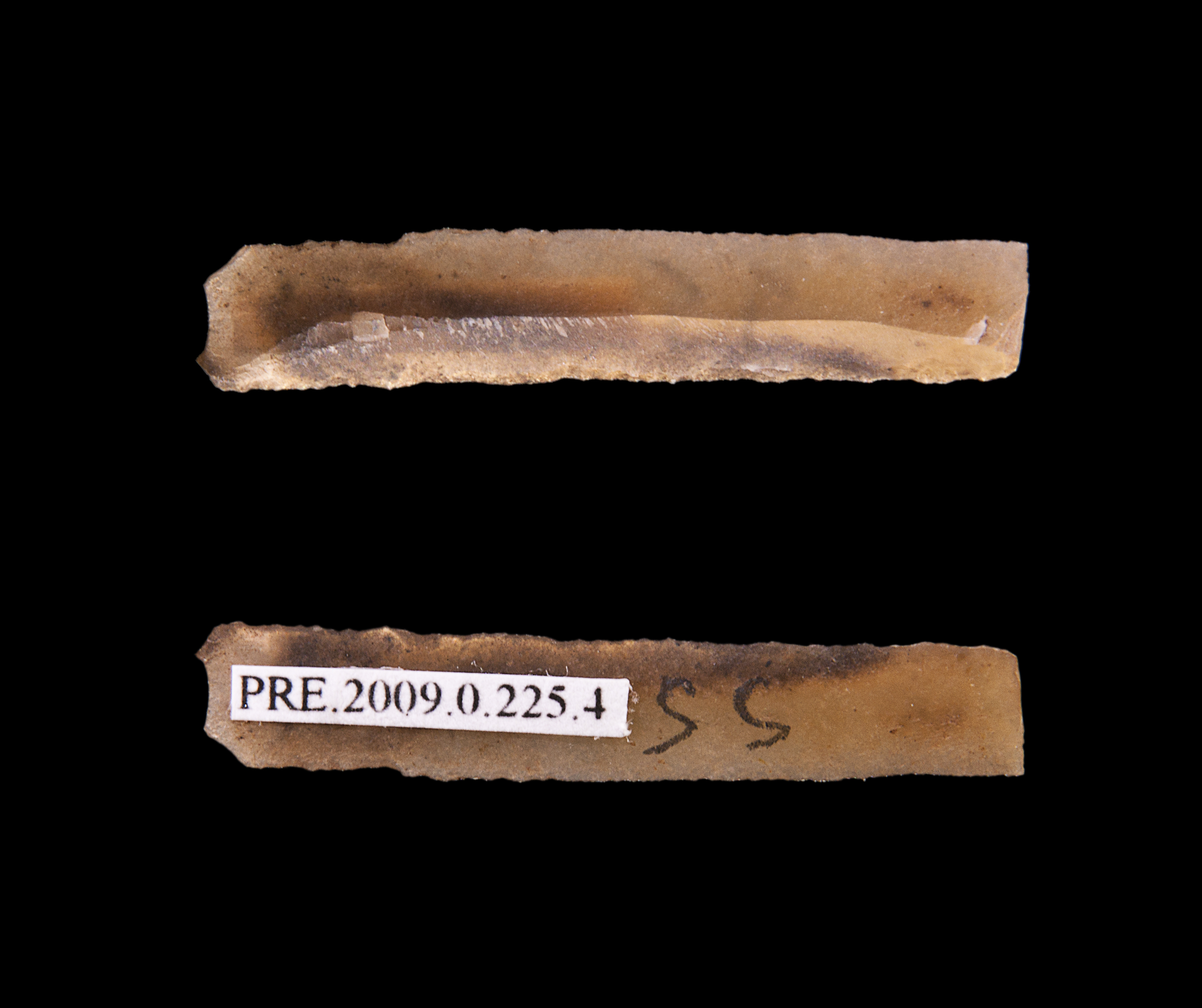
Microlito laminar

- Auriñaciense Levantino: Se da entre el 32 000 a. C. y el 18 000 a. C., y suele dividirse en tres fases (Anteliense inferior, Anteliense superior y Atlitiense). Deriva, quizá, del controvertido Amudiense o, más seguramente, procede del Auriñaciense europeo oriental (Bacho Kiro, Bulgaria). Se caracteriza por la riqueza de productos carenados: núcleos carenados, raspadores carenados y buriles en hocico, con varios levantamientos sucesivos. Los núcleos se destinan a la obtención de grandes lascas y gruesas hojas que servirán de soporte para raspadores, buriles y hojas con retoque escamoso. Estos utensilios se reutilizan y se afilan una y otra vez, adquiriendo un aspecto romo, en hocico, con retoques escaleriformes, hasta que, finalmente son desechados por su excesivo desgaste. Entre el utillaje lítico laminar, más escaso, destacan las hojas de sílex con retoque continuo junto a microlitos similares a las hojitas de Dufour europeas, pero con el dorso curvado. También hay, por supuesto, industria ósea, destacando especialmente las azagayas biapuntadas y los punzones de hueso.

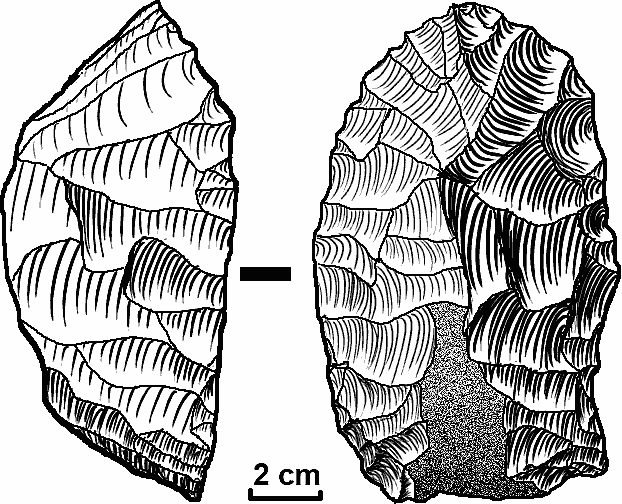
Raspador carenado
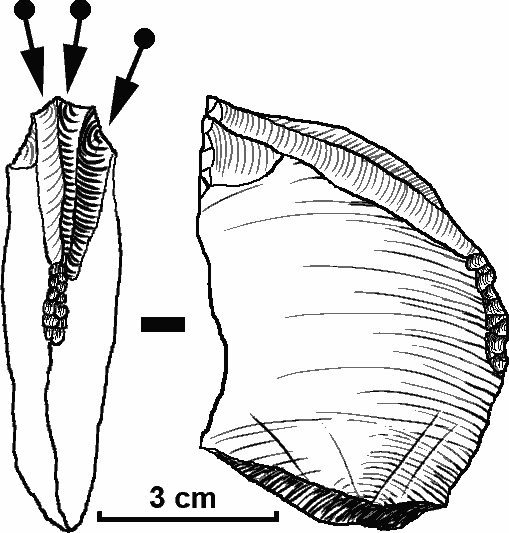
Buril en hocico
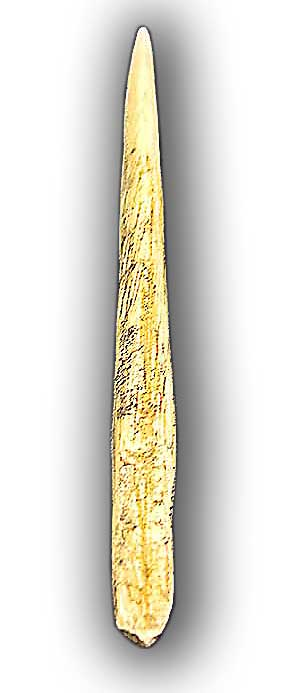
Azagaya biapuntada

Durante la transición entre el Paleolítico Superior y el Epipaleolítico se produce un importante cambio conceptual. Las herramientas líticas más antiguas se obtienen con procesos operativos especializados, al objeto de obtener microlitos laminares. Al comenzar el Epipaleolítico, en cambio, el método no se destinó a obtener hojitas, sino hojas para microlitos geométricos, apareciendo la técnica del microburil y las primeras puntas de flecha con retoques planos cubrientes (todos estos rasgos apuntan a que en el Mesolítico surge la invención del arco).

### Mesolítico en Oriente Medio
Comenzó hace unos 15 000 años en Mesopotamia y Egipto, al finalizar la última glaciación. El cambio climático provocó en la zona un proceso de desertización que, lógicamente afectó a las costumbres de sus habitantes, aunque de modo paulatino. También es posible que el cambio climático no fuera el único desencadenante del proceso, sino solo un elemento más que estimuló al ser humano en su progreso. En cualquier caso, al principio, la caza y la recolección continuaron siendo fundamentales; pero, al reducirse las áreas ecológicamente productivas en las riberas de los ríos, lagos y oasis, la relación entre especies animales y/o vegetales con las comunidades humanas se hizo más íntima. En esta zona crecían espontáneamente el trigo y la cebada, y abundaban las manadas de ovejas, cabras y toros salvajes. El nomadismo se transformó, forzosamente, en semisedentarismo, la caza se convirtió en simbiosis (los humanos cazaban a sus piezas al tiempo que las protegían de otros competidores ecológicos, como reserva de comida) y la recolección se tornó en forrajeo organizado. Esta fase se llama, en el Oriente Medio, Kebariense. En este periodo, como se ha visto, se inventó el arco, con flechas cuyas puntas pueden estar elaboradas con una sola pieza lítica foliácea (la típica punta de flecha), o con varias incrustadas en un astil (es decir, microlitos laminares llamados puntas de Kebarah y microlitos geométricos).

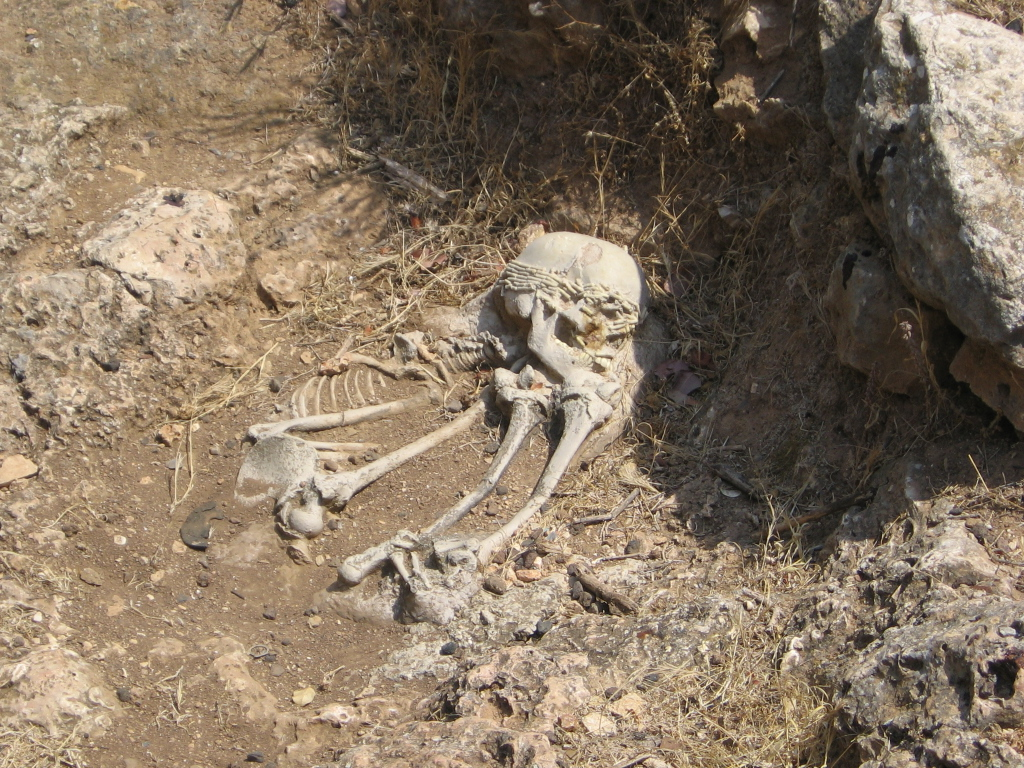
Inhumación Natufiense de Nahal Me'arot, Israel

Posteriormente la recolección adquiere mayor importancia, surgiendo la cultura más significativa del Mesolítico medio-oriental, el Natufiense, localizada en las cercanías de Wadi-en-Natuf (un arroyo en territorio palestino), caracterizada por el sedentarismo (existen pequeños poblados con casas circulares de adobe y silos para el grano), el forrajeo sistemático y especializado en cereales, asociado a microlitos de tipo dientes de hoz, junto a morteros, piedras de moler, etc. En el Natufiense casi cualquier pequeña lasca alargada es aprovechada para obtener utensilios de diversas clases; es decir, aumenta la economía de gestos, pero, aparentemente, la técnica lítica se degrada. Sin embargo, esto podría interpretarse como una flexibilización de la economía, ya que los productos obtenidos son menos especializados, pueden usarse con diversos propósitos, no solo como herramientas de caza, o por elaborarse in situ, para una necesidad puntual.

### Neolítico en Oriente Medio
Hace algo más de 10 000 años las innovaciones que se dieron llegaron a ser tan notables que se habla de la Revolución del Neolítico en el Oriente Medio, es decir: los territorios de Mesopotamia (actualmente, Irak) y Canaán (actualmente, Israel y Palestina); accesoriamente podrían ser incluidos también el valle del Nilo (Egipto), Líbano, el norte de Siria y el Sudeste de Anatolia (Turquía). Debido a la morfología de la región originaria, ésta ha sido denominada Creciente Fértil.
Los habitantes del Próximo Oriente fueron los primeros en domesticar animales (ganadería: sobre todo ovejas, cabras y vacas (la caza no se abandona del todo, pero ahora será algo secundario), así como en cultivar plantas: (agricultura: sobre todo centeno (Secale cereale), cebada (Hordeum hexastichum), trigo (Triticum dicoccum) y otros cereales). La evidencia más antigua de trabajos agrícolas se da en Tell Abu Hureyra (Siria), hace 11 000 años; mientras que los primeros animales domésticos fueron los ovicápridos en Zawi Chemi Shanidar (Irak), hace unos 10 500 años.

El Creciente Fértil

Desde el Creciente Fértil, el Neolítico se fue extendiendo por Asia (hacia la India y China), África (sobre todo en Egipto) y por Europa a través del Mediterráneo; las consecuencias del Neolítico afectaron a toda las regiones habitadas:
- Se inventan nuevos utensilios: el arco y las flechas, hoces de piedra, azadas, hachas pulimentadas, molinos, morteros, cucharas... Pero fundamentalmente, se originó la cerámica y el tejido.

La cerámica aparece en una fase avanzada del Neolítico, de modo que hay un largo periodo llamado Neolítico Precerámico. Las primeras cerámicas conocidas son las de Kalat Jarmo (Kurdistán), que datan del 6750 a. C., así como las de Tepe Guram y Tepe Serdam (Irak), fechadas en el 6500 a. C. Previamente se utilizarían cestos impermeabilizados con barro o zulaque («bitumen»).
- Al convertirse en agricultores, los grupos humanos se asientan en lugares fijos para vivir todo el año, es decir, se fundan los primeros poblados estables: sedentarización. Además de la aldea protoneolítica de Jericó (fechada por el método: 14C en 9551 a. C.), Eynan (Israel), Zawi Chemi Shanidar (Irak) y Tepe Asia (Irán).
- La agricultura y la ganadería supusieron un aumento en la producción de alimentos y la cerámica permitió almacenar y transportarlos fácilmente. Por primera vez sobraban alimentos y otros productos necesarios, denominados excedentes.
- La posibilidad de que todos los miembros de la comunidad pudiesen participar en diferentes labores productivas así como la existencia de excedentes favoreció el gran aumento demográfico, la población se multiplicó por diez (el mundo pasó de tener unos diez millones de habitantes a cien millones)
- La sedentarización más el crecimiento demográfico hacen que las primeras aldeas, a veces, generen el nacimiento de auténticas ciudades: Jericó (Cisjordania) ostenta el honor de ser considerada la primera ciudad del mundo (con unos 2000 habitantes en 8000 a. C., aproximadamente), Çatal Hüyük y Haçilar (Anatolia), Kalat Jarmo (Kurdistán), Hassuna y Samarra en Irak, Ras Shamra y Tell Halaf (Siria), etc. Este proceso desembocará en el nacimiento de las primeras civilizaciones urbanas (civitas = ciudad).
- Comenzó la división del trabajo, es decir, los oficios especializados: agricultores, ganaderos, artesanos (panaderos, ceramistas, carpinteros, albañiles...) Los que tenían excedentes comenzaron a intercambiarlos con quienes tenían trabajos distintos y productos diferentes: Nace el comercio (trueque). En la zona del Creciente Fértil se comerciaba sobre todo con azufre, sal y zulaque del mar Muerto, conchas del mar Rojo, obsidiana de Anatolia, malaquita del mar Caspio, etc.
- Estos intercambios no serán solo locales, los habrá también regionales. Así germinan las primeras rutas comerciales estables que comunican los nuevos poblados entre sí, apareciendo una nueva profesión, el mercader. El mejor ejemplo está en el yacimiento de Al Beidha (Jordania) y Ba'ja, donde las excavaciones exhumaron un auténtico bazar del séptimo milenio.
- Todos estos cambios originaron diferencias sociales (ricos y pobres); también aparecen las primeros personajes con autoridad que organizaban la vida del poblado: surgen los gobernantes y sacerdotes (autoridad moral). Los más ambiciosos terminan acaparando las riquezas y estableciendo relaciones de dominación local y posteriormente regional.
- Las diferencias también aparecen entre poblados. Unos son más prósperos que otros, y sus gobernantes lucharán, a veces, por apropiarse de las tierras limítrofes, el acceso al agua, el control de las rutas principales y el comercio, etc. Los conflictos entre poblados vecinos se convierten en auténticas guerras, con las que surgen los primeros ejércitos y sus líderes militares, que se enriquecen en cada victoria, naciendo así la nobleza y la monarquía.

En el Próximo Oriente la Edad de los Metales coincide con la aparición de documentos escritos y el nacimiento de las primeras civilizaciones, por lo que éstas deberían incluirse, estrictamente hablando, en la Historia. Pero, como las fases iniciales del Calcolítico son previas a las primeras tablillas incisas y no hay ruptura cultural, en esta enciclopedia se incluyen procesos que se dieron en tiempos plenamente históricos.

## América
En el continente americano la Edad de Piedra es mucho más tardía y tiene su propia idiosincrasia. La teoría más aceptada sobre su relación con Asia es que el poblamiento humano de América se produjo desde Siberia a través de estrecho de Bering. La cuestión más discutida es: ¿cuándo? La glaciación de Wisconsin (Würm) provocó un descenso del nivel marino que, unido a la existencia de placas de hielo proporcionó un paso transitable sobre el estrecho de Bering entre ambos continentes denominado puente de Beringia. No siempre era posible atravesarlo, se ha estimado que al menos los humanos pudieron pasar en dos ocasiones en las que había una ruta libre de hielo: la primera duró unos 4000 años y la segunda unos 15 000 años; luego desapareció el puente con lo que la migración no tuvo retorno. Este puente según los científicos se habría formado hace 50 000 años. A tenor de estos datos, han surgido dos teorías sobre cuándo fue poblada América por primera vez por el ser humano:
- Teoría del poblamiento temprano: sostiene que los seres humanos llegaron hace unos 50 000 años.
- Teoría del poblamiento tardío: sostiene que los seres humanos llegaron hace unos 15 000 años o poco más; es la más clásica y la que tiene datos más contrastados, pero no contradicen la anterior opción.

Los amerindios vivieron aislados del resto de la humanidad durante 40 000 años, estos grupos humanos tuvieron que adaptarse a ocho tipos de clima distintos, se diversificaron en más de 300 tribus, con más de 2000 lenguas diferentes y desarrollaron, al menos, una docena de civilizaciones excepcionales. No es, pues, adecuado usar la misma terminología ni la misma periodización en América que en el Viejo Mundo. No se trata de un capricho chovinista, es la respuesta a una realidad arqueológica:

### Norteamérica y Mesoamérica

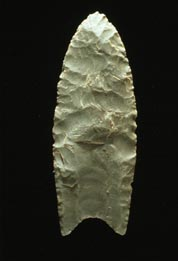
Punta de lanza tipo Clovis
en Nuevo México Estados Unidos

En 1958, los arqueólogos Gordon Willey y Philip Phillips propusieron las siguientes etapas para Norteamérica y Mesoamérica:
- Periodo Lítico (equivalente al Paleolítico Superior de Viejo Mundo), comprende desde la llegada de los primeros americanos hasta hace unos 10 000 o 12 000 años (según el paradigma teórico defendido). Dentro de este periodo hay dos fases:
  - Una fase inicial de cazadores-recolectores indiferenciados, con restos muy escasos, caracterizado por una industria lítica similar a la del Viejo Continente (cantos tallados, lascas musteloides, bifaces...) y sin puntas de lanza; los ejemplos más seguros de gran antigüedad son los yacimientos estadounidenses de Topper, Lewisville y American Falls, por un lado, y en México El Cedral y Tlapacoya, por otro.
  - La segunda fase, de cazadores avanzados, es de hace unos 13 000 años; cuando, surgen las culturas con raspadores, hojas de sílex, buriles..., y elaboradísimas puntas de lanza: por ejemplo, en Norteamérica suele destacarse la cultura Clovis, Folsom y El Plano (Nuevo México), aunque, por supuesto, hay muchas más. Estas culturas con puntas foliáceas se interpretan como pueblos eminentemente cazadores, al principio de grandes presas; pero, la evolución a puntas cada vez más pequeñas indica que esta paleofauna se va extinguiendo y que los grupos de cazadores se van adaptando a una fauna cada vez más pequeña.

- Periodo Arcaico (equivalente, pero no exactamente igual al Mesolítico de Viejo mundo), un complejo periodo en el que se produciría la transición a la agricultura del maíz a partir de la recolección intensiva de vegetales. Esta fase abarca zonas geográficas más amplias, casi toda Norteamérica y Mesoamérica (donde, a veces, se usa el término pre-mexicano), como motor esencial de la evolución posterior. En el norte, en zonas circumpolares, sobreviven pueblos cazadores recolectores –forrajeadores– bajo la denominación Arctic tradition; mientras que las grandes praderas del centro suelen incluirse en la denominación Cultura cochise (con sus tres fases: Sulphur Springs, Chiricahua y San Pedro: 5000 a. C.-200 a. C.). En estos pueblos la caza sigue siendo fundamental y se documenta la invención del arco, hacia el año 1000 a. C..

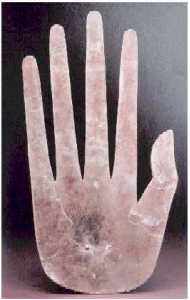
Mano recortada en mica Cultura Hopewell Estados Unidos

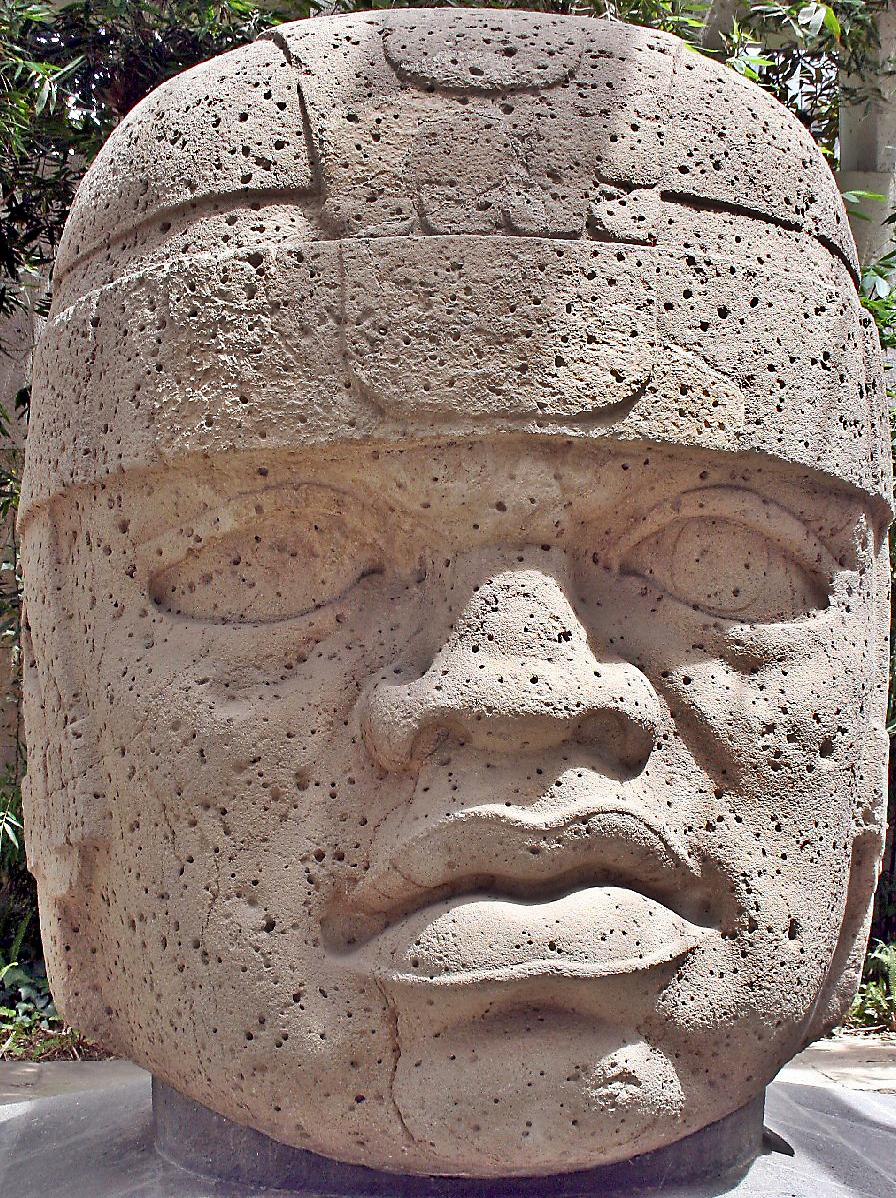
Cabeza olmeca gigante procedente de San Lorenzo de Tenochtitlán (Texistepec, Veracruz, México).

- Periodo Formativo (que sería el equivalente al típico Neolítico) destaca por novedades como la agricultura, la ganadería, la cerámica... Entre los 5000 a. C. y los 1000 a. C. aparecen ya los poblados estables gobernados por una poderosa casta sacerdotal. La cerámica más antigua del continente data del año 3500 a. C., aproximadamente. Los Olmecas serían la evolucionada cultura de este periodo. Puesto que las fases posteriores se incluyen en el llamado Periodo Clásico de las culturas precolombinas (en el que ya aparecen las grandes civilizaciones mesoamericanas y andinas), a menudo se ha llamado pre-Clásico. Es por tanto el último período de la Prehistoria de esta zona de América, pues a partir de entonces ya aparecen documentos escritos, por lo que podrían denominarse ya culturas protohistóricas.
  - Las culturas de Oasisamérica: antes del 3000 a. C. parece ser que varios pueblos mesoamericanos cuya economía estaba basada en el cultivo del maíz, el frijol y la calabaza, emigraron hacia el centro-sur del oeste americano (Oasisamérica), constituyendo un rico núcleo cultural que, siglos después, dará lugar a Cultura de los Cesteros que, a su vez dio lugar a las culturas de los Anasazi y sus similares Hohokam y Mogollón que, actualmente se conocen como Indios Pueblo.
  - Los constructores de montículos de Norteamérica: En las boscosas tierras orientales de Norteamérica (Ohio) nacen por estas fechas los primeros constructores de túmulos llamados Cultura Adena (1000 a. C.-200 a. C.), cuyo monumento más conocido es el Túmulo de la Serpiente (Cincinnati). Tras Adena se inicia una dinastía de civilizaciones tumulares que jalona una amplia zona del centro-este de Estados Unidos (cuencas del Misisipi-Misuri-Ohio), destacando la cultura Hopewell (200 a. C.-500 d. C.), y los constructores de montículos del Misisipí (900-1500 de nuestra era), que crearon numerosas ciudades, como la de Cahokia, que estaba protegida por una muralla, y con monumentos públicos y religiosos levantados sobre grandes túmulos.
  - Los Olmecas son la civilización más avanzada del momento, surgen poco antes del 1500 a. C. y desaparecen poco antes del comienzo de nuestra era, aunque su influencia pervive en pueblos olmecoides posteriores. Los Olmecas practicaban la agricultura, conocían la cerámica, eran sedentarios y contaban con una organización muy avanzada y con claras diferencias sociales. Sus restos se extienden por toda Mesoamérica, probablemente porque su comercio era muy activo. Sin embargo, salvo excepciones, apenas desarrollaron la vida urbana, aunque tienen grandes santuarios religiosos como los de San Lorenzo o La Venta, y un tipo de escultura monumental muy característica: las cabezas gigantes. No existen datos sobre si crearon un imperio, no hay pruebas de la existencia de un ejército olmeca, ni de batallas, solo que los pocos centros urbanos que se conocen estaban protegidos por murallas y situados en colinas de fácil defensa. Los olmecas legaron a sus sucesores el calendario solar, y un conjunto de símbolos que puede considerarse ya escritura arcaica.
  - Periodo Maya Pre-Clásico: Hay una relación muy estrecha entre los Olmecas y el nacimiento de la civilización Maya. Sus periodos iniciales (los dos últimos milenios anteriores a nuestra era) aún pueden considerarse prehistóricos. Surgen grandes centros urbanos con monumentos elevados sobre pirámides y plataformas de piedra, existen importantes diferencias sociales y el comercio exterior es muy intenso. Aparecen importantes innovaciones en el trabajo de la obsidiana y el jade, así como de la cerámica (aparece la cerámica pintada).

De hecho, toda Mesoamérica puede considerarse un «área cultural con intensa profundidad temporal»: sus civilizaciones comparten rasgos étnicos y lingüísticos, plantas cultivadas, un calendario ritual de 260 días y conceptos religiosos parecidos. Sin embargo, la mejor forma de distinguirlas son las manifestaciones artísticas, la cerámica, la artesanía, la religión y la organización política.

### Sudamérica
Al hablar de las primeras civilizaciones sudamericanas, coexisten dos puntos de vista acerca del origen de las grandes culturas andinas; por un lado, quienes sostienen que la cuenca del Amazonas constituyó un ente aislado e independiente de las costas del Pacífico y que las culturas andinas evolucionaron autónomamente: por otro lado, se han descubierto intensas relaciones comerciales y movimientos migratorios de gran amplitud entre la Amazonía y los Andes, incluso, algunos historiadores sostienen que los fundadores de las grandes civilizaciones andinas eran pueblos amazónicos cultivadores de mandioca y batata, así como pescadores fluviales que ocuparon la Puna y los valles. En Sudamérica la periodización resulta más compleja, a menudo se habla de un gran periodo denominado Precerámico (cc. 20 000 a. C.-2 000 a. C.) que engloba el «periodo Lítico», o «Paleoindio», y el «periodo Arcaico». Pero la disparidad de denominaciones es muy grande, por lo que se simplificará.
- El Paleoindio suele ser el término preferido, antes que «periodo Lítico», pero parece responder a la misma dinámica: una primera fase de industrias peor conocidas y más rudimentarias, propias de culturas poco diferenciadas; y una segunda fase, cuyo fósil director son las puntas de proyectil, es decir, puntas de lanza foliáceas magistralmente trabajadas.
  - La primera fase (Periodo Protolítico) tiene yacimientos cuya antigüedad es muy discutida —tal es el caso de Pedra Furada (Brasil) que roza los 50 000 años; y «Monte Verde II» (Chile), con unos 33 000 años—. Sin embargo está muy bien documentada en cuevas algo más recientes, como las de Taima-Taima en Venezuela, Garzón en Colombia, Pikimachay en Perú... En Pikimachay se documentan restos de ocupación humana de más de 17 000 años, perdurando hasta hace cerca de 14 000 años. La cueva de «El Guitarrero» (Perú), excavada por el estadounidense Thomas Lynch, de la Universidad de Cornell, en los años 70, completaría con su estratigrafía todas las etapas de ocupación de esta fase de la Edad de Piedra.
  - La segunda fase (cazadores avanzados) parece coincidir con una expansión humana hacia el sur. Las puntas foliáceas de lanza especializadas para la caza de grandes presas en Sudamérica suelen ser del tipo Cola de pescado, aunque se parecen mucho a las norteamericanas tipo Clovis. Estas herramientas cinegéticas todavía no aparecen en la gruta de Ghachi, ubicada cerca de San Pedro de Atacama (Chile), del 13 000 a. C.; pero ya están presentes en la fase de Guitarrero I (Perú), con 15 000 años de antigüedad. Más al sur, también en Chile, se hallaron restos de viviendas y artefactos con unos 12 500 años de antigüedad («Monte Verde I», en las cercanías de Puerto Montt). También destacan «Jobo», en Venezuela, y «El Inga», en Ecuador. Desde Chile parece haberse poblado la zona de Santa Cruz (Argentina), donde se han hallado restos líticos que se remontan a 11 000 a. C., y por fin se llega a la Tierra del Fuego en el 7000 a. C. («Cueva Fell», Chile).

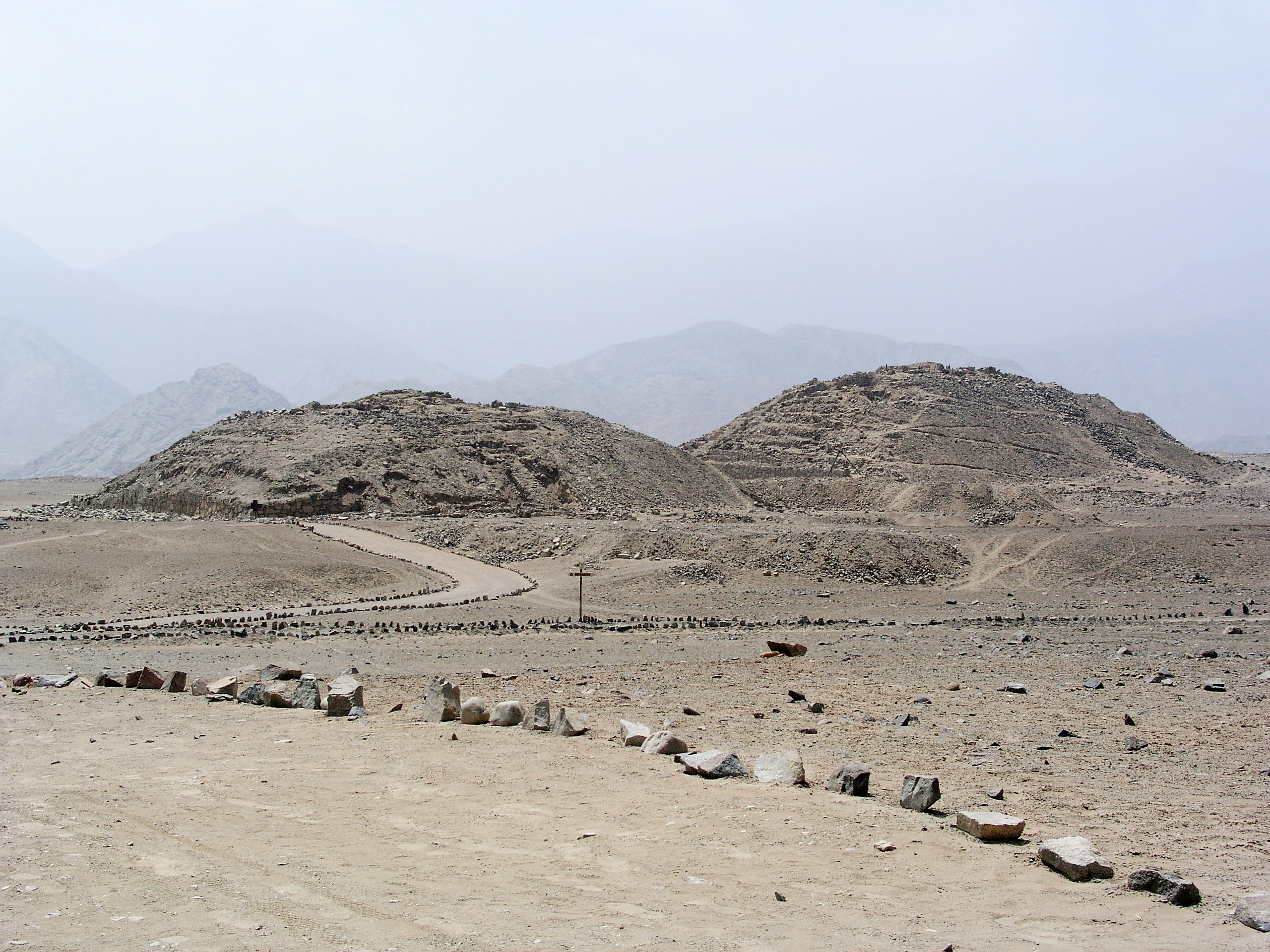
Panorama del sitio Precerámico de El Caral (Perú).

- El periodo Precerámico: hace unos 7000 años posee indicios de agricultura, ganadería e, incluso, los primeros poblados estables (con ellos se desarrolla la primera arquitectura y el arte), algunos de los cuales se convierten en centros religiosos de peregrinación, destacando entre todos la ciudad de El Caral (Perú), con una fecha inicial superior al 2600 a. C. Durante este período se completa la colonización humana de Sudamérica, y se comenzaron a consumir más intensamente los recursos del mar. Un hecho particular de la agricultura americana es la inmensa variedad de especies agrícolas cultivadas, en número superior a las del Viejo Mundo; además, muchas de estas plantas son tan difíciles de cultivar que en algunos casos no se sabe cómo pudo ocurrir. Aparte del maíz, también se cultivó algodón, mandioca, batata, fríjol, tomate, coca, quina, quinoa, papa, tabaco, cacao, chumbera, siendo la lista interminable. Solo dos carencias provocaron el estancamiento agrícola de América respecto del Viejo Mundo, que no poseían arados ni ruedas. La ganadería, al contrario que la agricultura, se aplicó a muy pocas especies: el perro, el pavo, el conejillo de Indias y, como animales de carga los camélidos; es decir, la llama, la alpaca, la vicuña y el guanaco, animales exclusivos de Sudamérica, cuya potencia no es suficiente para trabajar con arados. En el Viejo Mundo, la domesticación de animales es muchísimo más rica y variada, y el arado permitió avances impensables en América.
- El periodo Agroalfarero y metalúrgico: Las culturas de Sudamérica tienen ricos ejemplos en el periodo llamado Cerámico o Agroalfarero:

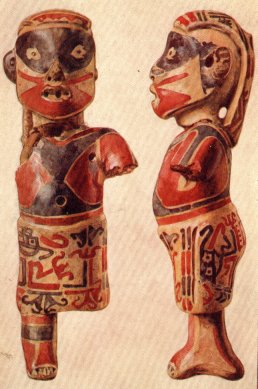
Figurita de tradición chibcha

Los Chibchas serían los más antiguos pobladores de Panamá y Colombia con más de 5000 años de antigüedad y una persistencia cultural notable, pues los españoles todavía pudieron conocerlos, aunque ya en fase de decadencia. Fueron grandes constructores y agricultores, aunque su fama les viene, sobre todo, de su habilidad para trabajar el oro, ya en el primer milenio antes de Cristo. Más al sur se encuentra la cultura de Norte Chico, en Perú, desde 3000 a. C. a 2000 a. C., que constituiría el antecedente más directo de la Cultura Chavín, coetánea de los Olmecas en Mesoamérica). En realidad, la Cultura Chavín es el máximo referente preincaico de Sudamérica, con un desarrollo entre 900 a. C. y 300 a. C. El centro de esta cultura es el santuario andino de Chavín de Huántar, aunque esta cultura dominó todo el territorio peruano. La envergadura de las construcciones chavín indica una compleja diferenciación social, eficaz administración, activo comercio y una alta tecnología agrícola y cerámica. La cultura Chavín fue sustituida hacia el año 300 d. C. por la Cultura mochica o Moche, destacada por sus labores de irrigación y sus Huacas, o pirámides escalonadas de adobe. Sin embargo, los mochicas no formaron un estado, aunque su sociedad estaba fuertemente jerarquizada. En realidad, el primer estado andino es el Imperio Huari, fundado hacia el año 700. Los Huari dominaron los Andes hasta que fueron sustituidos por los Chimú, cuya capital fue Chanchán, una inmensa ciudadela de adobe y tapial situada en Perú. Los chimú fueron conquistados por los incas hacia el año 1470.
Como último ejemplo de la prehistoria americana se citan los constructores de Cerritos (Uruguay), quienes con unos 4800 años de antigüedad crearon una cultura menos espectacular, pero muy interesante. Sus aldeas eran circulares, con una plaza central rodeada de chozas de madera, construidas sobre montículos («cerritos»), había también montículos de desechos detrás del círculo de cabañas que, probablemente, estuvieron protegidas por una empalizada (al estilo de las alceas circulares amazónicas). Al parecer, las aldeas formaban grandes conglomerados que podrían constituir auténticas ciudades.

## Europa
La Edad de Piedra europea suele dividirse en tres etapas, siguiendo las propuestas de John Lubbock en 1865:
- Paleolítico, la primera fase, o Edad Antigua de Piedra: Es el periodo más antiguo y largo de la historia europea; comenzaría hace aproximadamente un millón de años con la llegada de los primeros humanos (bien Homo ergaster, bien Homo antecessor). Durante el Paleolítico europeo se suceden después otros tipos: Homo heidelbergensis, Homo neanderthalensis y Homo sapiens sapiens; este último llegó a través de otra migración, provocando la extinción de los neandertales hace 50 000 años. Paralelamente a la evolución humana se produce una evolución cultural: durante el Paleolítico Inferior la cultura dominante en Europa es el Achelense; en el Paleolítico Medio aparece el Musteriense (propio del hombre de Neandertal), quizá el Châtelperroniense sea un epígono de este tipo humano. Con la llegada del hombre moderno[31] se suceden una serie de culturas como el Auriñaciense, Gravetiense, Solutrense y Magdaleniense. Otros elementos importantes para comprender el Paleolítico son las continuas oscilaciones climáticas, llamadas glaciaciones, el predominio de la economía cazadora recolectora y la aparición del arte paleolítico al mismo tiempo que llega el hombre moderno.

En la península ibérica se han datado restos humanos en los yacimientos de la Sierra de Atapuerca con más de 1 000 000 de años de antigüedad; en concreto, con cerca de 1,3 Ma en el yacimiento de la Sima del Elefante del Pleistoceno Inferior. Según las investigaciones arqueopaleontológicas de la Sierra de Atapuerca (Burgos, España), hasta la fecha hay restos óseos humanos en los contextos kársticos de cinco especies distintas: Homo sp. o posible Homo erectus (Pleistoceno Inferior), Homo antecessor (Pleistoceno Inferior), Homo heidelbergensis (Pleistoceno Medio), Homo neanderthalensis (Pleistoceno Superior) y Homo sapiens (Holoceno).. La presencia de estas especies en las cuevas de la Sierra de Atapuerca se correlaciona, a su vez, con el poblamiento al aire libre del Paleolítico Inferior a la Edad del Bronce detectado en los análisis geoespaciales de distribución de asentamientos de la cuenca del río Arlanzón (Burgos). Asimismo, estas especies están asociadas a una determinada tecnología lítica: el Homo erectus y el Homo antecessor están asociados al Modo 1 u Olduvayense, el Homo heidelbergensis al Modo 2 o Achelense, el Homo neanderthalensis al Modo 3 o Musteriense y el Homo sapiens al Modo 4 o Tecnología Laminar desde las primeras fases del Paleolítico Superior.
- Epipaleolítico/Mesolitítico, la fase intermedia o Edad Media de Piedra: Abarca el periodo que transcurre desde la retirada del último glaciar, hace unos 12 000 años, hasta la llegada del Neolítico, unos 5000 años atrás. Actualmente se discrimina entre culturas epipaleolíticas (aquellas que mantienen el modo de vida propio del Paleolítico, sin cambios sustanciales, como ocurre con el Aziliense, por ejemplo), de las denominadas culturas mesolíticas (aquellas que muestran una tendencia a evolucionar hacia la sedentarización y otros rasgos propios de lo que luego será el Neolítico, tal es el caso del Tardenoisiense).

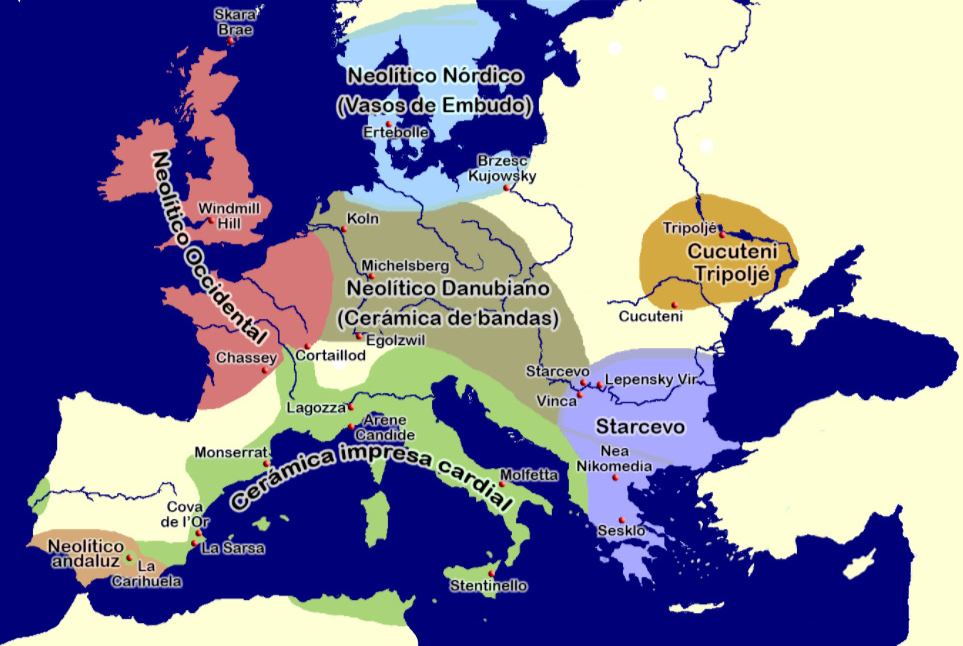
El Neolítico en Europa

- Neolítico, la última fase o Edad Moderna de Piedra: el Neolítico llega a Europa desde el Próximo Oriente a través de la cuenca mediterránea en el sexto milenio. Aunque se sospecha la existencia de un neolítico precerámico, fundamentalmente ganadero, la primera gran civilización mediterránea plenamente neolítica es la de Cerámicas impresas Cardiales (en el mapa: color verde intenso). Su fósil director es una serie de cerámicas decoradas con impresiones de conchas de berberecho (Cerastoderma echinatum) que aparecen tanto en la orilla africana como en la europea, desde Dalmacia a la península ibérica. En el quinto milenio esta civilización es sustituida por otra originada en el Danubio llamada de Cerámica de bandas (verde claro en el mapa), cuya influencia se extiende por el Rin hasta la costa atlántica (amarillo en el mapa). Es entonces cuando se produce un cambio fundamental en las culturas europeas. Cerca del año 4000 a. C. aparece en el sur de Portugal la civilización de los constructores de Megalitos. Esta civilización sobrepasa los límites de la Edad de Piedra, ya que perdura durante el Calcolítico (en una fase que se ha denominado Neo-Eneolítico, por la dificultad de establecer una división clara). Desde Portugal y otros puntos de la costa atlántica, el fenómeno megalítico se extiende por toda Europa occidental, evolucionando hasta el 2500 a. C., ya que, como se ha dicho, perdura durante la Edad de los Metales). Los constructores de megalitos vivían en poblados fortificados, situados en lugares de fácil defensa (como colinas).

|  |  |

Un monumento megalítico es una construcción formada por piedras toscamente trabajadas y de tamaño gigantesco (de varias toneladas), de ahí su nombre: megas: gigante y, lithos: piedra. Hay varias clases de monumentos megalíticos:
- Menhir: es una gran piedra puesta de pie que marcaría un lugar simbólico, posiblemente sagrado.
- Alineamiento: es un conjunto de menhires dispuestos en fila.
- Crómlech: es un conjunto de menhires puestos en círculo. Se supone que el alineamiento y el crómlech eran templos al aire libre, con posibles referencias astronómicas.
- Milladoiro: amontonamiento de piedras y bloques de diverso tamaño que señalaría un lugar sagrado.
- Dolmen: Es el monumento más complejo. Se trata de un lugar para enterrar a los muertos de la tribu; constaba de un corredor o pasillo de entrada y de una cámara funeraria, ambos construidos con grandes lajas de piedra, todo ello cubierto por un montículo de tierra y cascotes llamado túmulo. El dolmen es como una pequeña montaña artificial, con una cueva en su interior, también artificial. Todos los difuntos eran depositados en la misma cámara funeraria, ya que se trataba de un lugar de enterramiento colectivo; junto a los difuntos se depositaban ofrendas funerarias (armas, comida, joyas...).

| Prehistoria del Viejo Mundo |                      |                   |                   |                      |                      |                             |                             |                             |                             |                |                |                |                                              |                                              |                                               |                                               |                     |                     |
| Edad de Piedra              | Edad de Piedra       | Edad de Piedra    | Edad de Piedra    | Edad de Piedra       | Edad de Piedra       | Edad de Piedra              | Edad de Piedra              | Edad de Piedra              | Edad de Piedra              | Edad de Piedra | Edad de Piedra | Edad de Piedra | Edad de los Metales                          | Edad de los Metales                          | Edad de los Metales                           | Edad de los Metales                           | Edad de los Metales | Edad de los Metales |
| Paleolítico                 | Paleolítico          | Paleolítico       | Paleolítico       | Paleolítico          | Paleolítico          | Mesolítico Epipa- leolítico | Mesolítico Epipa- leolítico | Mesolítico Epipa- leolítico | Mesolítico Epipa- leolítico | Neolítico      | Neolítico      | Neolítico      | Edad del Cobre (excepto África subsahariana) | Edad del Cobre (excepto África subsahariana) | Edad del Bronce (excepto África subsahariana) | Edad del Bronce (excepto África subsahariana) | Edad del Hierro     | Edad del Hierro     |
| Paleolítico inferior        | Paleolítico inferior | Paleolítico medio | Paleolítico medio | Paleolítico superior | Paleolítico superior | Mesolítico Epipa- leolítico | Mesolítico Epipa- leolítico | Mesolítico Epipa- leolítico | Mesolítico Epipa- leolítico | Neolítico      | Neolítico      | Neolítico      | Edad del Cobre (excepto África subsahariana) | Edad del Cobre (excepto África subsahariana) | Edad del Bronce (excepto África subsahariana) | Edad del Bronce (excepto África subsahariana) | Edad del Hierro     | Edad del Hierro     |

## Datos
- Se conoce como edades de piedra a los periodos de tiempo antes de que los humanos descubrieran los metales, por lo que utilizaban principalmente piedras para hacer herramientas.
- Las herramientas de piedra se hacían desgastando poco a poco las piedras para hacer martillos, puntas de lanza y flechas, cuchillos y raspadores.
- Las personas solían usar piedras del lugar, pero a veces usaban piedras buenas que venían de lugares lejanos.
- Los europeos primitivos usaban principalmente pedernal para sus herramientas de piedra. Los africanos usaban cuarzo, chert (una variedad de cuarzo), basalto y obsidiana.
- En Europa, hubo tres edades de piedra — Temprana (o Paleolítico), Media (o Mesolítico) y Nueva (o Neolítico).
- El Paleolítico comenzó hace 2 millones de años, cuando varios de nuestros ancestros humanos recolectaban plantas y cazaban con armas de piedra.
- El Mesolítico es el periodo de transición de la Edad de Piedra temprana a la nueva Edad de Piedra, después de la última glaciación, que terminó hace 12, 000 años.
- El Neolítico es el periodo en el que la gente comenzó a establecerse y comenzó a cultivar. Esto ocurrió primero en el cercano oriente, hace alrededor de 10,000 años.
- En 1891 se encontró una piedrecita tallada en una forma femenina, de 500,000 años de antigüedad, en Berejat Ram, en los Altos del Golán, Israel.
- Las estatuillas de Venus son figuras femeninas gorditas, talladas de piedra, de hace alrededor de 25,000 años, encontradas en Europa. Por ejemplo, en la República Checa.

## Nota
1. ↑  Las primeras excavaciones permitieron estudiar las características raciales de los esqueletos badarienses egipcios, llegando a la conclusión de que se trataba de un pueblo mestizo, medio africano, medio asiático, lo que inducía a pensar en una neolitización causada por la llegada de inmigrantes. Sin embargo, los recientes estudios del profesor Eugen Strouhal han cambiado por completo la visión del asunto, este antropólogo sostiene que los badarienses son negros auténticos, procedentes del corazón de África, de modo que el origen del neolítico egipcio sigue siendo tema de controversia: Strouhal, Eugen (1992). Life of the Ancient Egyptans. University of Oklahoma Press. ISBN 0-8061-2475-X.

### Prehistoria del Oriente Medio
- Bailloud, Gérard (1980). «El Neolítico». La Prehistoria, André Leroi-Gourhan coordinador. Editorial Labor SA (Barcelona). pp. 81-121. ISBN 84-335-9309-9.
- Blanco Freijeiro, Antonio (1981). Arte antiguo del Asia Anterior. Universidad de Sevilla. ISBN 84-7405-205-X.
- Hamblin, Dora Jane (1975). Las primeras ciudades. Brepols Fabrieken (Bélgica). Libros TIME-LIFE.
- Godelier, Maurice (1974). Esquemas de evolución de las sociedades. Miguel Castellote Editor (Madrid). ISBN 84-7259-006-2.
- Gordon Childe, Vere (1979 (décima reimpresión de la primera edición española de 1954). Los orígenes de la Civilización. Fondo de Cultura Económica (México DF). ISBN 84-375-0015-X.
- Varios Autores (1994). «El Neolítico, una revolución». Crónica Visual larousse, de los orígenes del Mundo hasta nuestros días. Larousse Planeta S.A., Barcelona. ISBN 84-395-2118-9.

### Prehistoria del América del Sur
- North Pacific Prehistory es una revista académica especializada en arqueología del nordeste asiático y América del Norte.

- Bernal, Ignacio (1984). «Los Olmecas». Historia de las Civilizaciones antiguas (II): Europa, América, China, India. Arthur Cotterell, ed. Editorial Crítica (Barcelona). ISBN 84-7423-252-X.
- Clairborne, Robert (1977). Los primeros americanos. Lito Offset Latina SA (México DF). Libros TIME-LIFE.
- Clark, John E., coordinador (1994). Los Olmecas en Mesoamérica. Ediciones del Equilibrista SA (México DF). ISBN 968-7318-22-8.
- Conrad, Geoffrey W. (1984). «Los Incas». Historia de las Civilizaciones antiguas (II): Europa, América, China, India. Arthur Cotterell, ed. Editorial Crítica (Barcelona). ISBN 84-7423-252-X.
- Vitale, Luis (1991). Historia de nuestra América. Los pueblos originarios (pdf). Centro de Estudios Latinoamericanos, Santiago de Chile: Ediciones CELA. ISBN 956-7172-01-2 |isbn= incorrecto (ayuda). Archivado desde el original el 28 de junio de 2006. Consultado el 18 de mayo de 2006.
- Vives, Pedro A. coordinador (1990). América entre nosotros (catálogo de la exposición). Talleres Gráficos Peñalara SA (Madrid). ISBN 84-86956-07-2.
- Willey, Gordon R. (1984). «Los Mayas». Historia de las Civilizaciones antiguas (II): Europa, América, China, India. Arthur Cotterell, ed. Editorial Crítica (Barcelona). ISBN 84-7423-252-X.

### Prehistoria africana
- África IV. Etnología y prehistoria
- La cultura Badariense, (en inglés)
- La cultura Merimdé
- Estado actual de la investigación paleolítica en el África negra Archivado el 19 de julio de 2011 en Wayback Machine., antiguo texto (1948) del profesor Martín Almagro Basch.

### Prehistoria del Oriente Medio
- Middle Paleolithic (Mousterian) in Eurasia

- Datos: Q11759
- Multimedia: Stone Age / Q11759